# Historia del Club Atlético Unión (Santa Fe)
La historia del Club Atlético Unión de Santa Fe transcurre desde 1907, año en que se fundó como club en Santa Fe. El fútbol fue desde los comienzos la esencia del club y aunque posteriormente el crecimiento de la institución promovió el desarrollo de otras actividades como  básquet, arquería, casin, voleibol, patín, futsal, futbol femenino, karate, natación con pileta olímpica, gimnasia deportiva y rugby. La historia de Unión se divide en tres partes amateurismo, profesionalismo y por último la afiliación y el ingreso a torneos AFA.

## Fundación

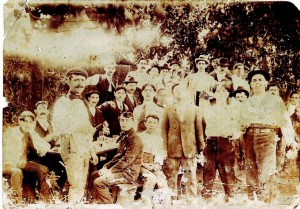
Los fundadores de Unión.

Al 13 de abril de 1907, un grupo de amigos que se había ido del Santa Fe Foot-ball Club, buscaba un club que los albergara y llegando a la conclusión que ninguno aceptaría a todos fue así como el día 15 de abril de 1907, 14 amigos liderados por Belisario Osuna se reunieron en casa de la familia Baragiola, ubicada en calle Catamarca, entre San Martín y San Jerónimo (hoy Eva Perón 2652), en plena zona céntrica de la ciudad. El objetivo fue crear una nueva institución a partir de los lazos de amistad y camaradería que unieron a aquel entusiasta grupo de muchachos.

### Los socios fundadores
Los 14 nombres que quedaron en la historia del club fueron: Federico Achembach, Antonio Baragiola, Primo Billordo, Cayetano Bossi, Néstor A. Casabianca, José Cepeda, Guillermo Drenner, Enrique Fayó, José Fayó, Pedro Gibella, Secundino Noceda, Belisario Osuna, Guillermo Scartascini, y José Trentini. Fue nombrado provisoriamente presidente a Don Guillermo Drenner hasta que se conformara la primera Comisión Directiva.

### La primera comisión directiva
La primera comisión directiva estuvo integrada así:
- Presidente: Guillermo Drenner.
- Vicepresidente: Federico Achembach.
- Secretario: Pedro Gibella.
- Pro: Enrique Fayo.
- Tesorero: Jose Tretini.
- Pro: Cayetano Bossi.
- Vocales: Belisario Osuna, Antonio Baragiola, Segundo Noceda y Rodolfo Luisseir.

### El nombre, los colores, el escudo y la primera cancha
El nombre elegido sería, Club United desde abril hasta julio de 1907 por idea del socio fundador Cayetano Bossi "Yo tengo el nombre perfecto para esta unión indestructible de nuestra barra. Un nombre para reflejar la amistad que nos ata desde hace años el club debería llamarse United, que significaba unidos en inglés", desde la tercera asamblea celebrada el 30 de julio de 1907 hasta diciembre de 1918 pasó a llamarse Unión Foot-ball Club, propuesto por Antonio Baragiola, que luego se castellanizó el nombre a Club Atlético Unión. 
La primera divisa fue una camisa blanca con puños negros, la segunda fue una camisa blanca con puños y cuello negro y la tercera una camiseta blanca con el cuello negro. Siempre con pantalones negros y medias blancas o negras.
En la Asamblea celebrada el 30 de julio de 1907 se presentaron dos mociones para elegir una indumentaria definitiva.
- El Sr. Federico Achenbach, pide que sea: camisa rayada vertical, negro y colorado.

- Los Sres. Antonio Baragiola y Cayetano Bossi proponen: camisa a rayas verticales, pero blanca y colorada.

Tras la votación, gana esta última. La propuesta fue inspirada en honor al Alumni Athletic Club de los hermanos Brown, club que marcaba supremacía y tendencia en el fútbol porteño. 
La forma del escudo es de tipo suizo (tres puntas en el jefe). En su interior contiene cinco rayas verticales rojas, y cuatro rayas verticales blancas. El borde del escudo lleva doble festón, y en el interior del escudo se encuentran las iniciales del club, ubicadas de modo oblicuo, centradas, respecto a las tres rayas verticales rojas del centro.
La primera cancha estaba ubicada en la ya inexistente plaza Santa Coloma donde se jugaron los primeros partidos del club, para luego trasladarse y utilizar desde 1907 hasta 1910 una cancha que se encontraba entre las calles Urquiza, Suipacha, Francía y Junín, donde actualmente se encuentra el Colegio de Nuestra Señora del Calvario.

## Liga Regional: Era amateur y profesional (1907-39)

### La década de 1900

#### El inicio del dueño de la ciudad, tetracampeón santafesino

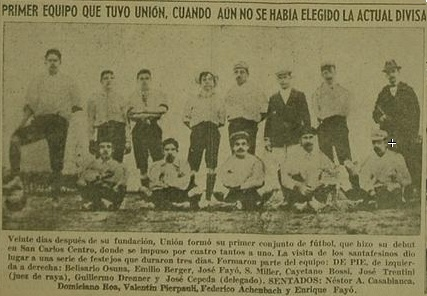
Primera formación de Unión en su historia

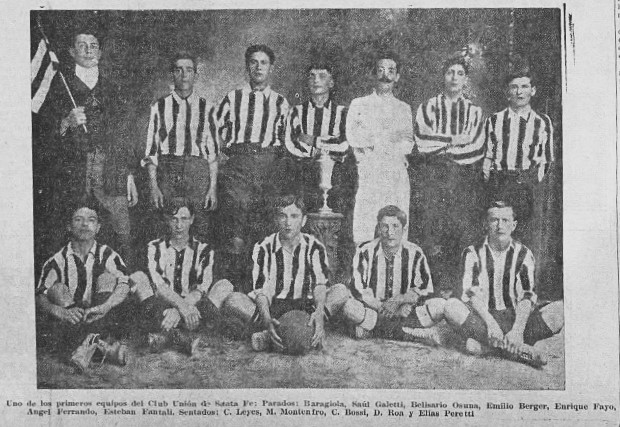
Equipo que se adjudicaría el primer trofeo en la historia del club. ARRIBA: Antonio Baragiola (Banderín), Sául Galetti, Belisario Osuna, Emilio Berger, Enrique Fayó, Ángel Ferrando y Esteban Pantenalli- SENTADOS: Casimero Leyes, Raúl Montenegro, Cayetano Bossi, Dominiciano Roa y Elías Pieretti

El primer partido en la historia de Unión fue contra un combinado de San Carlos Centro el 15 de mayo de 1907 por invitación del doctor Francisco Beltramino al cual le terminaría ganando 4 a 1, al partido lo jugaron con remeras blancas con puños y cuello negro, después del partido y la vuelta a Santa Fe comenzó un largo programa de fiestas que duraría tres días.
El primer trofeo ganado fue contra un equipo de Esperanza llamado "Red Star", Unión le ganaría y se adjudicaría la Copa Zucchi. 
Unión funda con otros clubes (Argentine, Central Santa Fe, Brown, Red Star, Sarmiento, San Justo Football Club y Estudiantes de Comercio) la Liga Regional Santafesina, consagrándose Campeón durante cuatro temporadas consecutivas (1907, 1908, 1909 y 1910). En pocos años, la institución establece una clara hegemonía futbolística en la ciudad de Santa Fe y alrededores.
En 1910 se decidió trasladar la cancha a un lote comprendido entre las calles Bv. Pellegrini, San Jerónimo, Cándido Pujato y 9 de julio, actualmente se encuentra el edificio del rectorado y Facultad de Ciencias Jurídicas y Sociales de la Universidad Nacional del Litoral.

### La década de 1910

#### En busca de nuevos rivales, afiliación a la liga rosarina y debut a nivel nacional
En 1911, Unión junto a Brown, su clásico rival de aquel entonces, comenzaron a gestionar sus afiliaciones a la Liga Rosarina de Football, ya que tanto los jugadores como la comisión directiva de Unión estaban convencidos de que al afiliarse a la Liga Rosarina podrían jugar con clubes de alto nivel y además teniendo en cuenta que los clubes de la liga rosarina también disputaban copas nacionales con clubes de Buenos Aires eso llamó la atención a los dirigentes, ya que habían salido campeones invictos de la Liga Regional durante 4 años seguidos (1907-1910).
En 1912 se concretó la afiliación a la Liga Rosarina de Football. El debut en la primera división rosarina se produjo el 2 de junio contra Argentino empatando 3 a 3, el debut en Rosario y la primera victoria en el torneo fue el 9 de junio de dicho año donde derrotó a Aprendices Rosarinos en cancha de Argentino (hoy Gimnasia y Esgrima de Rosario). La alineación Tatengue en la tarde fue la siguiente: José Luis Peíteado; Saúl Galetti y Domingo Pallavidini; José Ayala, Alfredo González y Domingo Gómez; Gregorio Aguirre, Arturo Pérez, Manuel Montenegro, Elías Pieretti y Domiciano Roa. Pese a tener un buen arranque en la primera fecha el equipo rojiblanco caería derrotado de la mano de Newell's Old Boys por 5 a 1, sin dudas el mejor partido de Unión en Rosario fue frente a Rosario Atlético, al cual venció y goleo con un contundente 11 a 1. Esa temporada de la Copa Nicasio Vila 1912 nunca pudo terminar de concretarse, ya que Tiro Federal y Rosario Central abandonaron la disputa y se desafiliaron, para formar la Federación Rosarina de Football, Unión iba cuarto en la tabla con cuatro partidos ganados, uno empatado y cinco perdidos con veintiséis goles a favor y catorce en contra, con la desafiliación de Tiro Federal, Unión quedó ubicado tercero y clasificó a 2 copas nacionales la Copa de Honor "Municipalidad de la Ciudad de Buenos Aires" y la Copa de Competencia Jockey Club. 
En 1913 Unión hace otra buena campaña en Rosario terminando cuarto, producto de cuatro victorias, un empate y seis derrotas sin duda debe destacarse la goleada a Atlantic Sportsmen por 3 a 0 en Rosario, Unión se convertiría en el primer equipo santafesino en jugar en Buenos Aires de forma oficial y lo hizo en la Copa de Competencia Jockey Club donde caería con Racing Club por 8 a 0 el 8 de junio, Unión formó con: José Luis Peitado; Saúl Galetti y Oreste Scarponi; Juan Maggione, Alfredo González y Domingo Gómez; Gregorio Aguirre, Juan Prono, Casimiro Leyes, Elías Pieretti y Roberto Belloti, en la Copa de Honor "Municipalidad de la Ciudad de Buenos Aires" caería derrotado el 13 de julio en octavos de final contra Newell's Old Boys por 1 a 0.

#### Vuelta a la liga santafesina y el inicio de una rivalidad histórica
En 1913 un grupo de jóvenes que tenían un equipo al cual llamaban Colón Foot-ball Club pidieron a la Liga Santafesina ingresar a sus campeonatos para jugar partidos oficiales, ya que ellos solamente disputaban amistosos. 
La Liga decidió que si querían jugar en sus torneos tenían que demostrarlo, por lo que tenían que enfrentar a un equipo y ganarle para poder entrar a la Segunda División, ya que con la edad que contaban solo podían jugar esa categoría. Los jugadores de Unión que se estaban preparando para ir a Rosario a jugar decidieron ofrecerse ellos para enfrentar a Colón, lo que la Liga aceptó siempre y cuando Unión ponga algunos jugadores suplentes.
El partido se terminó disputando el 30 de marzo donde terminaría 3 a 2 a favor de Colón, que con esa victoria podría disputar el torneo de Segunda División. En abril el club jugaría un partido de revancha con Colón, pero el cual fue disputado por los jugadores de divisiones inferiores, que terminarían perdiendo por 6 a 0.
Tras esa derrota Pedro Gibella presidente del club en ese año le solicitó a la Liga poder afiliarse devuelta para poder tener la revancha con el Colón Foot-ball Club a lo que la Liga le aceptó la afiliación, pero tenía que disputar los partidos con jugadores que no jueguen en la Liga Rosarina cerca de la misma fecha de un partido de la Liga Santafesina por lo que Unión terminó jugando con un equipo B siendo (así llamado por los diarios de esa época que se referían a Unión como Unión (Santa Fe) al equipo que jugaría en Rosario y Unión B al que jugaría la Liga). Con eso quedó formalmente la reafiliación de Unión a la Liga Santafesina y el 10 de agosto se jugaría el partido por la 1° rueda del campeonato contra Colón, pero Unión tuvo que poner suplentes y terminaría perdiendo por 5 a 1, por la 2ª ronda el partido sería suspendido, ya que hubo un problema en la Liga y se decidió dar por terminado el campeonato y dejando a Colón como campeón.
En 1914, Unión decide cancelar su afiliación con la Liga Rosarina de Football por problemas, ya que la liga le permitiría la reafiliación a los clubes Rosario Central y Tiro Federal, después de su desafiliación Unión decide participar para la temporada 1914 en la Asociación Santafesina de Football donde se disputa el primer clásico santafesino oficial con el primer equipo de ambos clubes. A final de año la Liga decidió poner en juego una copa con el nombre de "Espinosa" y era a eliminación directa en campo neutral donde Unión se destacaría llegando a la final.
En 1915, Unión jugaría a principio de año la final por la Copa Espinosa, a donde llegó después de que el tribunal de disciplinas le diera por ganado el partido contra Provincial por incidentes de por parte de los fanáticos de Provincial, la final se terminaría disputando el 10 de enero contra Colón donde saldrían empatados por lo que se tuvo que jugar una revancha el 17 de enero donde perdería por 4 a 2. Ya una vez arrancada la temporada Unión saldría campeón del torneo donde terminaría saliendo invicto y en el clásico terminaría empatando por la 1° rueda 2 a 2 el 6 de junio y por la 2° rueda terminaría ganando por 2 a 1 el 15 de agosto, y a finales del mes de agosto el gobernador de la provincia Manuel Menchaca donó un trofeo para que se ponga en juego donde la Liga en una reunión en septiembre decidió que sea en modo eliminatorio y que se siga jugando durante años la copa, el 3 de noviembre Unión disputaría la final junto con Sportman donde terminaría perdiendo por 1 a 0.
En 1916, Unión saldría campeón la Copa Menchaca y después de ganarle a Brown por 4 a 0 el 1 de octubre, en el mismo año Unión empezaría a tener problemas con el consejo de la Liga y decidió amenazar con no participar de la siguiente temporada.
En 1917 ya con el problema con la Liga Santafesina resuelta Unión saldría campeón de los dos torneos puestos en marcha en esa temporada la Copa Menchaca y del Campeonato regular oficial ganando los partidos contra Colón.
Él 1918 Unión lo pasaría mal perdiendo el Campeonato y la Copa Menchaca, perdiendo los partidos clásicos contra Colón en las semifinales de la Copa Menchaca cayendo por 5 a 0, por 5 a 3 en la 1ª ronda del campeonato y 2 a 0 por la 2ª ronda después de que a los 27 minutos del segundo tiempo, tras el gol marcado por Eduardo Echagüe (Colón) los jugadores de Unión protestaron por off side. Disconformes con el arbitraje, se retiraron del campo de juego, después de este partido fue cuando se empezó a tener un clima tenso entre ambas instituciones y los medios ya empezaría a titular sobre una nueva rivalidad y el nacimiento de un nuevo clásico.

### La década de 1920

#### Un equipo de buen nivel, victorias internacionales y problemas con la liga
En 1919 y 1920 Unión saldría campeón del Campeonato regular siendo así bicampeones además en 1920 se registraría la mayor goleada en un clásico oficial Unión le ganaría a Colón por 5 a 0, pero pese a todo la Liga Santafesina nunca le llegó a dar los premios haciendo así que Unión se quejase hasta el punto de desafiliarse en 1921.

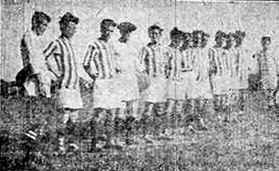
Jugadores haciendo los honores antes de empezar el partido que terminarían ganando por 3 a 0 frente a Colón en 1923

En 1921 Unión decide desafilarse una vez más de la Liga Santafesina de Football y creando junto a otros equipos (Saravia, Belgrano de Paraná, Los Andes, Central Candioti, Neybery y Central Guadalupe) la Asociación de Foot-ball Santafesino Amateur donde Unión ganaría los campeonatos de primera división disputados, pese a todo Unión volvería a afiliarse un año más tarde. En esos 2 años Unión tuvo un equipo el cual sería reconocido a nivel nacional. 
A principios de 1922 una forma de unificar ambas ligas se decidió jugar la Copa Santa Fe donde en cuartos de la copa Unión eliminó a Colón ganándole por 3 a 2 con un gol de Francisco Valiente en tiempo suplementario, Unión llegaría a la final donde perdería por 3 a 2 frente a Instituto Tráfico Central Norte Argentino. Ya a finales de año se decidió organizar un torneo de cuatro equipos donde Unión saldría subcampeón por delante de Saravia y Brown el campeón del certamen fue Colón que le ganó el clásico a Unión por 2 a 1.
El 6 de agosto de 1922 Unión se convirtió en el primer equipo de la ciudad de Santa Fe en jugar un partido internacional, el equipo sería un combinado paraguayo, en el primer partido Unión caería derrotado por 3 tantos contra 2, Unión formaría con: Rabufetti; Fernández y Ravazola; Acosta (Cap.), Osuna, Napoleoni; Simonsini, Vicentini, Valiente, Ormaechea y Mir. Pero unas semanas más tarde el 20 de agosto Unión le ganaría a los paraguayos por 1 tanto contra 0.
En mayo de 1923, Unión emprendería una gira en la cual enfrentaría a River Plate en su recién inaugurado estadio y empatarían 3 a 3 para luego un par de días después ir a Uruguay y ser el primer equipo de la ciudad en jugar en suelo extranjero y enfrentar al Club Atlético Peñarol perdiendo 3 a 1, pero dejando una buena imagen. En noviembre del mismo año se jugaría el campeonato de interligas el combinado de la liga quedaría eliminado rápidamente entonces la Asociación Amateurs de Football decide que jugadores de combinados ya eliminados conformen el combinado argentino que jugaría ante la Federación Uruguaya de Football siendo así elegidos Vicente Osuna, Domingo Beltramini y Francisco Valiente jugadores del club. En el campeonato de la Federación Santafesina, Unión saldría subcampeón luego de perder un desempate forzado, ya que había alcanzado en puntos al que era el líder del torneo Colón cuando todos creían que era imposible, ya que se sacaban 6 puntos de diferencia y quedaban 3 partidos en juego, Unión le ganaría al mismo Colón por 3 a 0 luego le ganaría a Sportman Santa Fe por 4 a 1 y luego a 9 de julio por 3 a 0,  así alcanzando a Colón en la cima para disputar una final por ver quien sería el campeón, el partido se disputaría el 6 de enero de 1924 en la cancha de Sportman, el partido empezó a la 17:10 y Unión se pondría en ventaja rápidamente con un gol de Francisco Valiente, pero pese a todo Unión terminaría perdiendo por 2 a 1 con goles de Juan de Juan para Colón. 
En 1924 Unión volvería por tercera y última vez a desafiliarse de la Liga Santafesina de Foot-ball para volver a afiliarse a la Asociación Amateurs Santafesina Football junto con Saravia, Ferrocarril Santa Fe, Los Andes, Sol de Mayo, Zanni, Irún, Sportivo Roma, en ese año Unión ganaría el campeonato de la Asociación Amateur y jugaría su tercer partido internacional contra Montevideo Wanderers Fútbol Club que justo se encontraba haciendo una gira por el país, el partido terminaría empatado a 1 por ambos equipos. También en ese año Unión enfrentó a Central Español de Uruguay ganándole por 4 a 0.
En 1925, apenas 18 años después de su fundación, el Club Atlético Unión ya contaba en sus vitrinas con 34 trofeos ganados en campeonatos locales y otros desafíos.

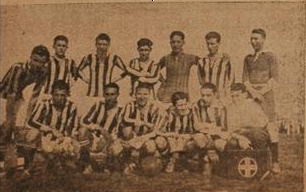
Formación en 1926

#### Problemas con la liga solucionados y el estadio de la avenida
En 1926 los problemas entre ambas asociaciones de futbol se solucionarían y se crearía la Federación Santafesina de Football donde Unión sale Campeón tras ganarle un desempate a Gimnasia de Ciudadela, también en ese año se adquieren unos terrenos ubicados en Av. Freyre y Bv. Pelligrini, para ser usados como campo de deporte. En el mes de noviembre la Selección Nacional emprendió una gira por Brasil donde fueron convocados 3 futbolistas Unionistas: Domingo Beltramini, Ángel Napoleoni y Antonio Simonsini donde jugaron partidos contra combinados de las ciudades de Brasil. También Ángel Napoleoni fue convocado por la Asociación Amateurs de Football para enfrentarse a la Asociación Argentina de Football en un partido que significaba la fusión de ambas entidades de fútbol porteño y bonaerense.
En 1928 el club es dueño de un terreno totalmente pago, e inicia las obras que llevarán a la construcción del actual estadio de fútbol. 

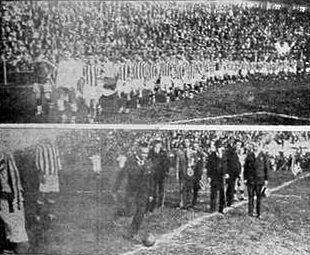
Arriba: Los futbolistas de todas las divisiones de Unión entrando a la cancha. Abajo: El gob. Pedro Gómez Cello dando el puntapié inicial el día de la inauguración del estadio rojiblanco.

El 28 de abril de 1929, el gobernador Pedro Gómez Cello de la Provincia de Santa Fe dio el puntapié inicial del partido con que se inauguró la cancha y se disputó un partido contra un combinado de la Asociación Amateurs de Football, al que derrotó Unión 3 a 1 con goles de Faccioni, Mir y Federico Wilde. A los simpatizantes que estuvieron en la inauguración del estadio se les ofreció una medalla como recuerdo. 
El 17 de junio de 1929, la nueva cancha fue testigo de un resonante triunfo internacional: el Chelsea de Inglaterra llegó a Santa Fe para jugar un partido amistoso con Unión, en el marco de una gira por Argentina. Los británicos habían derrotado en Buenos Aires a la Selección Nacional por 1 a 0, vencieron a San Lorenzo 2 a 0 e igualaron con Independiente. Pero en Santa Fe Unión sacó pecho, goleando y humillando a los ingleses por 5 a 0, con esta formación: Olivieri; Angelini y Gómez; Napoleoni, Monzón y Garbagnoli; Simonsini, Beltramini, Valiente, Acosta y Mir. 
Unos meses después, el 27 de julio de 1930, llegó a Santa Fe un equipo de Estados Unidos, Hakoah All Star, integrado en su mayoría por jugadores profesionales europeos. Unión se impuso por 2 a 1 en otra resonante victoria internacional los goles fueron marcados por Simonsini y Mir.
|  | Guardameta     | Pablo Olivieri     |  |
|  | Defensa        | Arturo Gómez       |  |
|  | Defensa        | Juan Angelini      |  |
|  | Centrocampista | Carlos Garbagnoli  |  |
|  | Centrocampista | Ángel Napoleoni    |  |
|  | Centrocampista | Nicasio Monzon     |  |
|  | Delantero      | Antonio Simonsini  |  |
|  | Delantero      | Domingo Beltramini |  |
|  | Delantero      | Francisco Valiente |  |
|  | Delantero      | Agustín Acosta     |  |
|  | Delantero      | Julio Mir          |  |

|  | Guardameta     | Jack Whitley   |  |
|  | Defensa        | Willie Brown   |  |
|  | Defensa        | Tommy Law      |  |
|  | Centrocampista | Albert Thain   |  |
|  | Centrocampista | John Townrow   |  |
|  | Centrocampista | Sid Bishop     |  |
|  | Delantero      | J. I. Briggs   |  |
|  | Delantero      | Chris Ferguson |  |
|  | Delantero      | Sidney Elliot  |  |
|  | Delantero      | Andy Wilson    |  |
|  | Delantero      | Frank Higgs    |  |

| Anotado | 20' | Valiente   | 1:0 |
| Anotado | 28' | Acosta     | 2:0 |
| Anotado | 35' | Valiente   | 3:0 |
| Anotado | 48' | Beltramini | 4:0 |
| Anotado | 72' | Valiente   | 5:0 |

|  | Guardameta     | Pablo Olivieri     |  |
|  | Defensa        | Arturo Gómez       |  |
|  | Defensa        | Juan Angelini      |  |
|  | Centrocampista | Carlos Garbagnoli  |  |
|  | Centrocampista | Ángel Napoleoni    |  |
|  | Centrocampista | Nicasio Monzon     |  |
|  | Delantero      | Antonio Simonsini  |  |
|  | Delantero      | Domingo Beltramini |  |
|  | Delantero      | Francisco Valiente |  |
|  | Delantero      | Agustín Acosta     |  |
|  | Delantero      | Julio Mir          |  |

|  | Guardameta     | Jack Whitley   |  |
|  | Defensa        | Willie Brown   |  |
|  | Defensa        | Tommy Law      |  |
|  | Centrocampista | Albert Thain   |  |
|  | Centrocampista | John Townrow   |  |
|  | Centrocampista | Sid Bishop     |  |
|  | Delantero      | J. I. Briggs   |  |
|  | Delantero      | Chris Ferguson |  |
|  | Delantero      | Sidney Elliot  |  |
|  | Delantero      | Andy Wilson    |  |
|  | Delantero      | Frank Higgs    |  |

| Anotado | 20' | Valiente   | 1:0 |
| Anotado | 28' | Acosta     | 2:0 |
| Anotado | 35' | Valiente   | 3:0 |
| Anotado | 48' | Beltramini | 4:0 |
| Anotado | 72' | Valiente   | 5:0 |

|  | Guardameta     | Pablo Olivieri     |  |
|  | Defensa        | Arturo Gómez       |  |
|  | Defensa        | Juan Angelini      |  |
|  | Centrocampista | Carlos Garbagnoli  |  |
|  | Centrocampista | Ángel Napoleoni    |  |
|  | Centrocampista | Nicasio Monzon     |  |
|  | Delantero      | Antonio Simonsini  |  |
|  | Delantero      | Domingo Beltramini |  |
|  | Delantero      | Francisco Valiente |  |
|  | Delantero      | Agustín Acosta     |  |
|  | Delantero      | Julio Mir          |  |

|  | Guardameta     | Jack Whitley   |  |
|  | Defensa        | Willie Brown   |  |
|  | Defensa        | Tommy Law      |  |
|  | Centrocampista | Albert Thain   |  |
|  | Centrocampista | John Townrow   |  |
|  | Centrocampista | Sid Bishop     |  |
|  | Delantero      | J. I. Briggs   |  |
|  | Delantero      | Chris Ferguson |  |
|  | Delantero      | Sidney Elliot  |  |
|  | Delantero      | Andy Wilson    |  |
|  | Delantero      | Frank Higgs    |  |

| Anotado | 20' | Valiente   | 1:0 |
| Anotado | 28' | Acosta     | 2:0 |
| Anotado | 35' | Valiente   | 3:0 |
| Anotado | 48' | Beltramini | 4:0 |
| Anotado | 72' | Valiente   | 5:0 |

|  | Guardameta     | Pablo Olivieri     |  |
|  | Defensa        | Arturo Gómez       |  |
|  | Defensa        | Juan Angelini      |  |
|  | Centrocampista | Carlos Garbagnoli  |  |
|  | Centrocampista | Ángel Napoleoni    |  |
|  | Centrocampista | Nicasio Monzon     |  |
|  | Delantero      | Antonio Simonsini  |  |
|  | Delantero      | Domingo Beltramini |  |
|  | Delantero      | Francisco Valiente |  |
|  | Delantero      | Agustín Acosta     |  |
|  | Delantero      | Julio Mir          |  |

|  | Guardameta     | Jack Whitley   |  |
|  | Defensa        | Willie Brown   |  |
|  | Defensa        | Tommy Law      |  |
|  | Centrocampista | Albert Thain   |  |
|  | Centrocampista | John Townrow   |  |
|  | Centrocampista | Sid Bishop     |  |
|  | Delantero      | J. I. Briggs   |  |
|  | Delantero      | Chris Ferguson |  |
|  | Delantero      | Sidney Elliot  |  |
|  | Delantero      | Andy Wilson    |  |
|  | Delantero      | Frank Higgs    |  |

| Anotado | 20' | Valiente   | 1:0 |
| Anotado | 28' | Acosta     | 2:0 |
| Anotado | 35' | Valiente   | 3:0 |
| Anotado | 48' | Beltramini | 4:0 |
| Anotado | 72' | Valiente   | 5:0 |

### La década de 1930

#### Último año de amateurismo y el inicio del profesionalismo
El 3 de mayo de 1931 se jugaría el último clásico santafesino en la era amateur, Unión se adjudicaria la victoria por 2 a 0 con goles de Delfidio Giménez y Federico Wilde.
Los primeros jugadores destacados fueron Belisario Osuna (el primer capitán de la historia Rojiblanca), Domiciano Roa, Antonio Simonsini y Domingo Beltramini (estos últimos convocados en varias oportunidades para la Selección Nacional), José Luis Peitado un arquero de gran características.
Sin embargo, en aquellas primeras épocas hay tres nombres que se destacan por sobre los demás: Albino García un “insider” con una habilidad increíble; el inolvidable Francisco Valiente, un goleador de raza, y Ángel Napoleoni, un “half” que también defendió los colores de Argentina.
| Belisario Osuna | Domiciano Roa | Albino García | Ángel Napoleoni | Antonio Simonsini | Francisco Valiente |
| --------------- | ------------- | ------------- | --------------- | ----------------- | ------------------ |
|                 |               |               |                 |                   |                    |

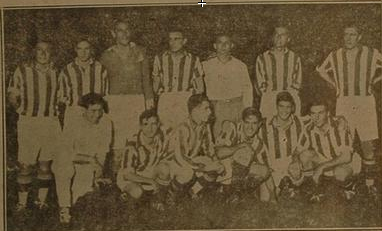
Equipo de Unión de Santa Fe que en el año 1932 golea 6 a 0 a Colón y además realizó una muy buena temporada nocturna.

En 1931 se inicia en la Argentina el profesionalismo. En la ciudad de Santa Fe, Unión ejerce por aquellos años una supremacía absoluta, como lo demuestra la estadística: Unión fue Campeón de la Liga Santafesina de Fútbol en 1932, 1934, 1935, 1936, 1938, 1939 y 1940, es decir en 7 de los 10 campeonatos de la década. En esa década, Unión se consolida como la institución modelo de la ciudad. 

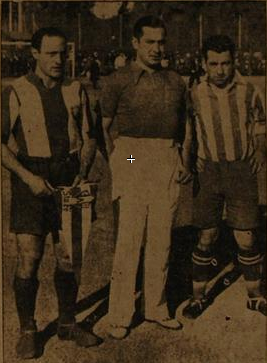
Capitanes Marín del combinado español izquierda y Loyarte de Unión derecha, el árbitro Álvarez centro.

En 1931 el club decidió instalar en su estadio las primeras torres de iluminación que existieron en Santa Fe. La obra fue realizada por la Empresa Siemens, demandando una inversión, muy importante para esa época, de $ 22.000. 
El primer partido nocturno en Santa Fe se disputó el sábado 12 de diciembre de 1931 a las 22:00hs en el estadio de la Avenida López y Planes. Ese día rojiblanco venció a Rosario Central por 3 a 1.

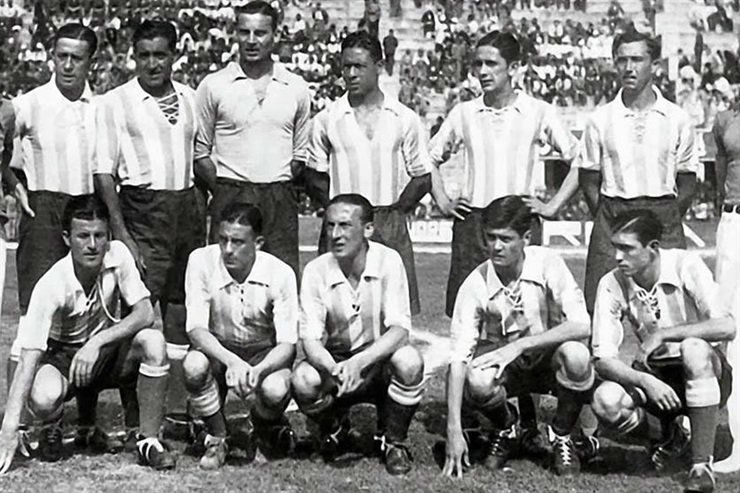
Federico Wilde y Alberto Galateo en la Selección Nacional de 1934

El día sábado 12 de marzo de 1932, en un partido nocturno, Unión haría historía en el clásico santafesino venciendo a Colón en lo que fue una goleada por 6 a 0 (Domingo Noé (x2), Jara, Alberto Chividini, Caffaratti y Delfidio Giménez). Resgistrándose así como la mayor goleada del clásico santafesino junto a la del 6-0 de Colón en 1913. El equipo rojiblanco de aquella noche formó con Lezcano; Pini y Gómez; Alberto Chividini, Caffaratti y Monzón; Jara, Gómez, Delfidio Giménez, Alberto Galateo y Noé.

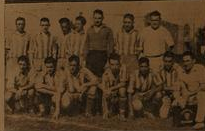
Equipo que salió campeón en 1935 y que le ganó a dos equipos extranjeros.

En 1933 sería un año discreto para Unión ganando 2 de los 5 clásicos disputados en el año uno por el campeonato profesional santafesino y el otro amistoso y ganando un solo tituló el campeonato de tercera división. También eso se debe al caso del futbolista Alberto Galateo que firmó un contrato con el Club Atlético Huracán teniendo ya uno con Unión esto llevó a un conflicto entre Unión y Huracán que terminaría cuando en que la Liga Argentina de Football se decidió desafiliar a la Liga Santafesina de Fútbol y suspender a Unión por 3 meses para que no juegue ningún partido cosa que Unión no hizo caso y enfrentó al Rampla Juniors de Uruguay, después del partido la Liga Argentina de Football al enterarse pidió la renuncia del presidente de Unión, Francisco L. Anello. También en ese año Unión perdió el partido contra Central Córdoba para definir al campeón provincial.

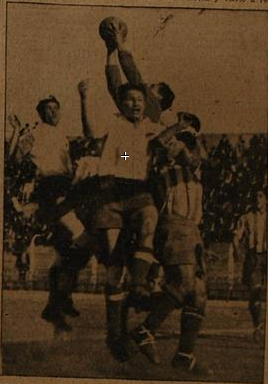
Carlos Bovo en una de sus felices intervenciones, al ejecutarse un córner - Unión vs Nacional.

En 1934, Unión aporta dos jugadores entre los 11 titulares de la Selección Argentina que disputó la 2.ª Copa del Mundo en Italia: Federico Wilde y Alberto Galateo, que marcó un gol con la celeste y blanca, en el partido que Argentina perdió ante Suecia por 3 a 2. El dato supera lo meramente anecdótico y refleja la calidad futbolística que distinguió a Unión desde sus orígenes. 
El 28 de julio de 1935, Unión obtiene un nuevo triunfo internacional al vencer por 6 a 5 en Santa Fe a un combinado de jugadores del Atlético de Madrid y el Español de Barcelona, que se encontraban de gira por el país, Unión formó con: Bovo; Marinelli y Amadei; Bustiche, Esquivel y Ulla; Milessi, Federico Wilde, Tomas Loyarte (Cap.), Lozano y Martínez, los tantos los marcaron Milessi (x4), Loyarte y Wilde. El partido terminaría con una recaudación de aproximadamente $ 9000.
El 18 de agosto de ese mismo año, Unión vence ante una gran cantidad de aficionados, en el segundo partido internacional del año en la ciudad de Santa Fe al que había sido el último bicampeón del fútbol uruguayo de la época en los años 1933 y 1934, el Club Nacional de Montevideo por 2 a 0 con goles de Milessi y Lozano. Unión formó con Bovo; Marinelli y Amadei; Nierez, Esquivel y Ulla; Milessi, Wilde, Loyarte, Lozano y Alisio.

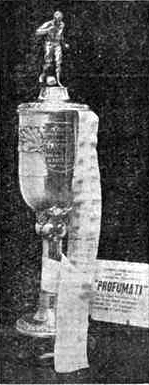
Trofeo ganado por Unión luego de conquistar el campeonato de honor 1938.

El año 1935 para Unión fue un año redondo ganando el Torneo de preparación de la liga, saliendo bicampeón de la liga santafesina, ganando dos partidos internacionales, y por si fuera poco Unión venció en los dos partido clásico a Colón, 2 a 1 el primer partido con dos goles de Milessi y también 2 a 1 el segundo partido con goles de Bovadilla y Milessi.
En 1936, Unión ya no contaba con grandes figuras como: Delfidio Giménez, Alberto Galateo que se había ido a jugar al fútbol porteño pese a tener contrato con Unión, Clementi, Tomas Loyarte, Ángel Napoleoni ni Antonio Simonsini estos cuatro uútimos retirados, la ausencia de esas grandes figuras se notaron y mucho al principio de año perdiendo los amistosos frente a equipos de otras ciudades, pero aún había algunas figuras en el club: el arquero Lezcano, el defensor Amedai, el volante Esquivel, los delanteros Milessi y Wilde. Algunas figuras nuevas: Gabino Ballesteros, Benjamín Laterza, Arrieta y Flozzi. Juntos esas grandes figuras y nuevas caras ganaron el campeonato de la liga santafesina declarando así a Unión como tricampeón de la ciudad de Santa Fe, aunque no pudo en ninguno de los 4 partidos clásicos jugados frente al equipo del sur, perdiendo en el campeonato de preparación por 1 a 0 con gol de Delfidio Giménez que la gente de Unión lo tachaba de traidor y en campeonato de la liga 3 a 1 Milessi marcaría el único gol, empatando el otro partido correspondiente a la liga y perdiendo un amistoso por 3 a 0 a fin de año.
En 1937, Unión lo empezaría de una buena forma empatando un amistoso frente a Colón 1 a 1 con gol de gallardo, y luego ganándole la final del torneo de preparación por 3 a 1 y haciendo que el club del sur de la ciudad se retirase antes de que se termine el partido, Unión como campeón santafesino del año 1936 jugaría un partido frente a Central Córdoba de Rosario campeón rosarino de 1936 para ver quien se coronaba con el título de campeón provincial, perdiendo el conjunto unionista por 2 a 1 pero esa derrota no significó nada ya que días más tarde Unión ganaría el clásico por el campeonato local por 2 a 0 con goles de Ulrich y Alberto Galateo que estaba devuelta, el segundo clásico correspondiente al campeonato local nunca llegó a efectuarse ya que Unión tuvo un fuerte enfrentamiento con el Consejo Directivo de la Liga Santafesina por algunas resoluciones que el club consideró injustas y decidió retirar a todas sus divisiones de los campeonatos en marcha.
En 1938, Unión inicia el año saliendo campeón del campeonato de honor y volviendo al ruedo siendo campeón la quinta vez que salía campeón el conjunto de la avenida Avenida López y Planes del campeonato local, saliendo subcampeón provincial luego de perder la final frente a Rosario Central. Ganando además 2 de los 4 clásico jugados en el año, dos por el campeonato de honor, y los otros dos por el campeonato local, ganando el amistoso y uno del campeonato local, empatando el del campeonato de honor y perdiendo el restante.
En el año 1939, Rosario Central y Newell's Old Boys se habían afiliado a la liga argentina, esto provocó que varios clubes del interior pedieran afiliación contando Unión que recién se pudo afiliar a fines del mismo año, en ese mismo año se jugó el campeonato de honor de la liga santafesina, ganándolo Unión derrotando a Colón por 2 a 0 con goles de Berga y Winger, también se jugó el campeonato del Litoral, del cual participaron clubes importantes santafesinos, entrerrianos y rosarinos (excepto Rosario Central y Newells Old Boys, quienes habían ingresado al Campeonato de Primera División de AFA), Unión saldría subcampeón tras perder el partido de desempate frente a Central Córdoba, en el campeonato del Litoral, Unión no perdería ninguno de los partidos frente a Colón empatando el primero 0 a 0 y ganando el segundo por 2 a 0 con goles de Gervé y Berga. Ah Unión por su buena temporada se le entregó el título de campeón de la liga santafesina tras ganar el campeonato de honor y salir subcampeón del Litoral. 
La década de 1930 terminaba y el historial del clásico santafesino quedaba a favor de Unión en encuentro oficiales con 25 partidos oficiales disputados en la década; ganando 12, empatando 6 y perdiendo 6, 20 partidos por el campeonato de la liga santafesina, 2 por el torneo preparación y otros 3 por el campeonato de honor.
Pero no todo es fútbol. Si algo caracterizó a Unión a lo largo de su historia es la gran cantidad de disciplinas deportivas que se practican en la institución y el esfuerzo de los dirigentes para contar con la necesaria infraestructura. En la década del treinta, el Club Atlético Unión ya contaba con dos canchas de tenis, una cancha de básquet y un espacio para las bochas y el frontón, dos disciplinas que registraban una intensa actividad y tenían gran número de adherentes. El despegue deportivo e institucional alcanzado por el club en los años treinta hizo que sus dirigentes, con un sentido siempre progresista, pensaran en la necesidad de afrontar nuevos desafíos. El gran objetivo detrás del cual se encolumnó toda la ciudad, era la posibilidad de que el equipo de fútbol de la institución empezara a competir en los torneos de AFA.

## Asociación del Fútbol Argentino (1940-presente)

### La década de 1940

#### El ingreso a torneos AFA y los primeros pasos
Unión fue el primer club de la ciudad de Santa Fe inscripto en los registros de AFA. La intención de los dirigentes era ingresar directamente al torneo de Primera División, como lo habían hecho en 1939 Newell’s Old Boys y Rosario Central. Pero la entidad madre del fútbol argentino no lo permitió y Unión debió competir en los viejos y duros torneos de la B.
Fueron años difíciles, de ardua lucha, de ilusiones y sueños muchas veces frustrados. Pero también años de fútbol lírico y romántico, de grandes jugadores y equipos, que fueron forjando un estilo. El 28 de abril de 1940, Unión debuta en el profesionalismo, con una goleada como local por 4 a 2 ante Estudiantes de Caseros, por la 1.ª fecha del Campeonato de Segunda División.
En 1943 Unión se consagró Subcampeón de la Segunda División de AFA, escoltando a un gallardo campeón como Vélez Sarsfield. Los rojiblancos ya golpeaban las puertas del fútbol grande.
En ese mismo año, Unión se consagraba por primera vez en su historia Campeón Argentino de Básquetbol. El título fue obtenido en la cancha de Atlanta, derrotando en la final a San Lorenzo de Almagro por 40 a 39.

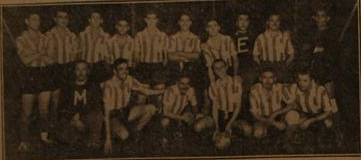
Equipo que paró a "La Máquina" de River Plate.

El 20 de marzo de 1945 se produce una de las hazañas más grandes de la historia del fútbol santafesino: en un partido amistoso disputado en Santa Fe, Unión derrota por 3 a 1 a una de las formaciones de la famosa “Máquina” de River. Aquel equipo “millonario” marcó una hegemonía absoluta en el fútbol argentino entre 1941 y 1946. La “Máquina” de River llegó al estadio de la Avenida en su máximo esplendor, siendo sorprendida y vapuleada por el humilde Unión, que alistó a Goncebat; Hussein y Medina; López, Castagno y Bonacci; Ruidíaz, Gaetano, Romero, Ballesteros y Rodríguez. Hay un detalle que engrandece aún más la hazaña unionista: los de la banda roja llegaron a Santa Fe con otra figura emblemática como Alfredo Di Stéfano, considerado junto a Maradona y Pelé, uno de los tres jugadores más grandes de la historia del fútbol mundial. Ese día, la Saeta Rubia estuvo en cancha junto a otros cracks como José Manuel Moreno, Adolfo Pedernera y Néstor Rossi.

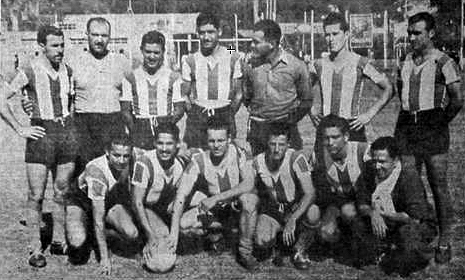
Equipo que a principios de 1948 enfrentó a la Selección Argentina campeona de Sudamérica.

A principios de 1948, Unión recibiría la visita de la selección argentina que venía de ser campeona del campeonato sudamericano del año pasado disputado en Ecuador, en el partido hubo varios premios tanto como para el ganador y el perdedor, para los jugadores solo para el que anote el primer gol, el que sea la figura, el arquero que atajo más disparos y el más vistoso y para el público que asistió un recuerdo, en juego estaba para el ganador la "Copa de Honor de la Municipalidad de Santa Fe" y para el perdedor las "Medellas de Oro". El partido se disputó el 3 de enero a la noche en el estadio de Unión y fue a beneficio de "La Vuelta del Paraguayo", la selección argentina formó con: Cozzi; Marante y Sobrero; Iácono, Perucca y Pescia; Boyé, Farro, Pontoni, Moreno y Sued. Suplentes: Diano, Colman, Gutiérrez, Aballey, Cantali, Di Stefano y Yebra. Unión alisto en sus filas a Rocha de arquero, Romero y Ogas ambos de defensores, Marcos, Mello y Santiago los tres en el medio, Berlanda, Lozada, González, Genin y Acosta en la línea de ataque, los suplentes eran: Goncebat, Ramayo, Bruzzone, de la Mata, Mercado y Mieres, el partido terminó a favor del equipo campeón de Sudamérica por 2 a 0 y Unión dejó una buena imagen.

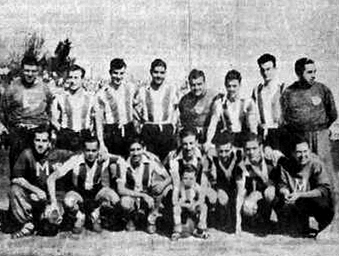
Equipo que formó en 1949.

En 1949 Unión cumplió otra excepcional campaña en el máximo torneo de Ascenso, peleando el campeonato palmo a palmo con Quilmes. A pocas fechas del final, el rojiblanco recibió en Santa Fe a los cerveceros, cayendo derrotado por 3 a 2. El partido finalizó en escándalo, luego de una lamentable actuación del árbitro Máximo Aguirre. El diario “El Litoral” condenó los actos de violencia, pero reconoció que “el árbitro y los jueces de línea hicieron todo lo posible para favorecer a Quilmes”. La formación base de Unión esa temporada fue con Rocha; Hussein y Parra; Mieres, Brattina y Luengo; Sánchez, Ávila, Micci, Greco y Acosta. Para muchos, Julio Enrique Ávila y José Vicente Greco han sido dos de los mejores jugadores de la historia de Unión.

### La década de 1950

#### La consolidación deportiva e institucional
Los años cincuenta marcan una etapa de consolidación para el Club Atlético Unión, tanto en lo deportivo como institucional. En el fútbol de ascenso, el rojiblanco de la Avenida obtuvo un subcampeonato en 1955, tres terceros puestos en 1953, 1957 y 1959, un quinto puesto en 1954 y un sexto puesto en 1950 y 1951. Durante toda la década, Unión fue animador principal del Campeonato de Segunda División de AFA.
El 5 de abril de 1953, se produce un hecho histórico en los clásicos santafesinos: por primera vez en la era profesional, el equipo visitante se alzaba con la victoria. En el Barrio Centenario, Unión le ganó a Colón por 2 a 1. A los 22 del primer tiempo abrió la cuenta Martorelli para el rojinegro. En la segunda parte, a los 4 minutos igualó Frutos y el gran José Vicente Greco desniveló a un minuto del final.
El año 1953 también marca otro hito en la historia grande del básquet de Unión. El equipo rojiblanco realizó una gira por Brasil. Jugó 12 partidos, ganó 10 y perdió 2, exhibiendo una garra y buen juego que deslumbró al continente.

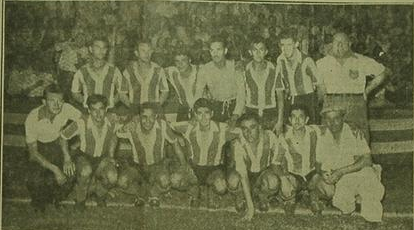
Equipo subcampeón que formó en 1955

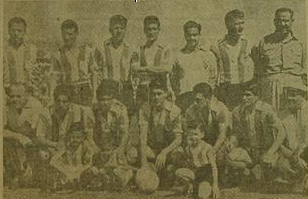
Equipo de que formó en 1956

El 28 de enero de 1955 se inaugura la pileta olímpica del Club Atlético Unión (la primera en la ciudad) que se ajusta a las normas establecidas por la Confederación Sudamericana de Natación. El evento tuvo gran trascendencia en Santa Fe y la región. En la primera temporada, disfrutaron de la piscina más de 30.000 personas.

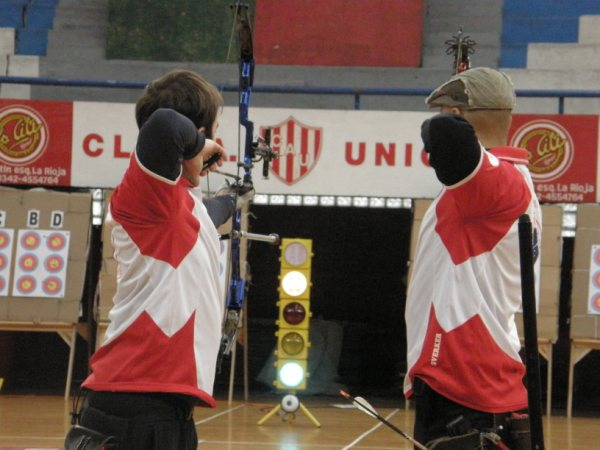
Arquería, una de las tantas disciplinas que se practican en Club Atlético Unión

En la década del 50, Unión se consolidó como la gran institución social y deportiva de la ciudad y una de las más importantes del interior del país. En su magnífica sede, se practicaban más de 20 disciplinas, muchas de las cuales todavía siguen vigentes: Arquería, Atletismo, Ajedrez, Bochas, Boxeo, Casín, Esgrima, Frontón, Gimnasia deportiva, Balonmano, Hockey, Judo, Natación, Patín, Pesas, Taekwondo, Tenis inglés, Tenis criollo, Tenis de mesa, vóley, entre otras. También se incorporan en esta época numerosas actividades culturales y sociales, que le otorgan a Unión la fisonomía de un club para toda la familia.

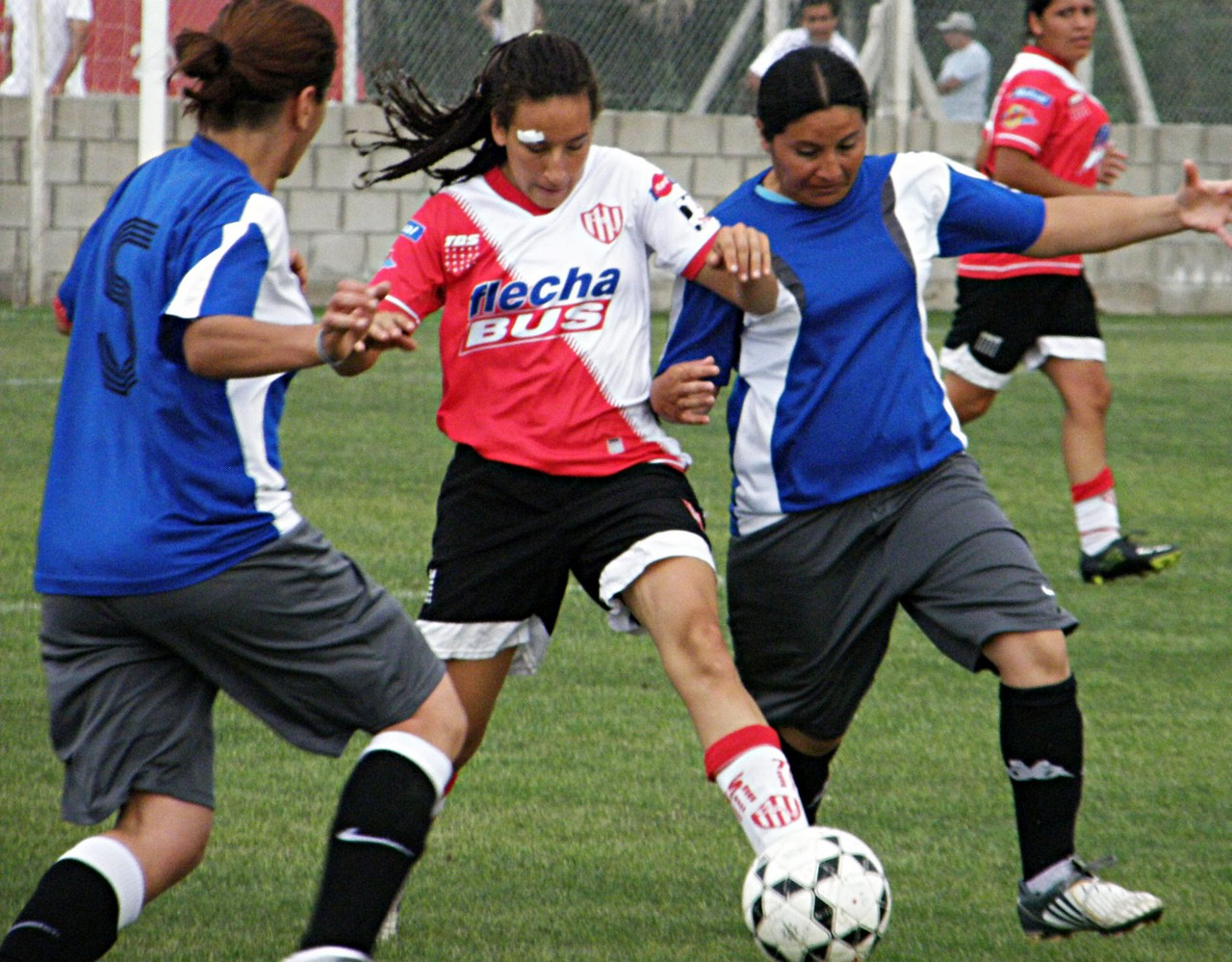
El equipo de fútbol femenino ya lleva 6 campeonatos al 2018

El Departamento de Actividades Culturales agrupaba a las subcomisiones de danzas folclóricas, teatro, ajedrez, patín artístico, coro infantil y coro de adultos, artes plásticas y filatelia. Otra postal característica de estos tiempos era la presentación de grandes orquestas de tango como las de Aníbal Troilo, Osvaldo Pugliese, Juan D’Arienzo, Francini y Pontier, Varela Varelita, entre otros. Los populares bailes de carnavales también convocaban a miles de santafesinos en la sede de la institución. La intensa actividad deportiva, social y cultural, hizo que el Club Atlético Unión, a mediados de la década del 50, llegara a tener más de 20.000 socios en una ciudad que contaba con 200.000 habitantes: es decir que el 10% de los santafesinos estaba asociado a la entidad, algo inimaginable en los tiempos que corren.
Volviendo al fútbol, en 1955 Unión se consagra Subcampeón del Torneo de Ascenso y obtiene una satisfacción especial: Julio Enrique Ávila es convocado para la Selección Nacional. Un hecho poco común, siendo que el jugador militaba en la Segunda División.
El 25 de septiembre de 1957 es otra fecha de la década para recordar. Los míticos Harlem Globe Trotters, el famoso equipo de básquet de Estados Unidos, visitaron por primera vez la ciudad de Santa Fe y eligieron el estadio de Unión para desplegar su espectáculo de humor, habilidad, técnica, belleza y jerarquía.
Unión empezaba a destacarse por ofrecerle a Santa Fe espectáculos de nivel internacional. Siguiendo con el básquetbol, el 19 de noviembre de 1958 la prestigiosa Revista “El Gráfico” le dedicó su tapa a Orlando Peralta, jugador de básquet de Unión que se consagró como goleador y mejor jugador del Campeonato Argentino de Clubes Campeones de Básquet, vistiendo la camiseta rojiblanca.
La década del 50 finaliza para Unión con otra alegría en el fútbol. El 31 de octubre de 1959, el rojiblanco derrota al sabalero por 4 a 1. Con ese partido, Unión relegó a su tradicional adversario al fondo de la tabla. Pocas fechas después, Colón perdió la categoría descendiendo a Primera C.

### La década de 1960

#### ElTatenguellega a Primera
En los albores de los sesenta, Unión se encontraba consolidado como uno de los clubes más importantes del interior del país. A nivel deportivo, solo le faltaba la consagración que le permitiera llegar al fútbol grande, cumpliendo un sueño que seguramente no imaginaron aquellos 14 socios fundadores.
En el ámbito de la Liga Santafesina de Fútbol, Unión marcó en esta década un récord asombroso: conquistó 9 campeonatos consecutivos entre 1959 y 1967, hazaña que ningún otro equipo pudo repetir. De hecho, Unión es el club de Santa Fe que más campeonatos conquistó en la historia de esta entidad. En 1963 Unión vio postergada sobre el final, una vez más, su chance de ser campeón y obtener el ascenso a la máxima 
categoría del fútbol argentino. Esa temporada, el rojiblanco cumplió una gran campaña, igualando el primer puesto con Sarmiento de Junín, San Telmo y Ferro Carril Oeste. Finalmente, el equipo verde de Caballito se adjudicó el cuadrangular final y se quedó con el títulos. 
Precisamente, fue en la década del sesenta cuando los hinchas de Unión empezaron a aceptar el mote de “tatengues”, que había surgido a mediados de la década del ‘20.
El apelativo, que al principio tuvo un sentido peyorativo, hacía alusión al origen de los socios fundadores, a las que se calificada despectivamente como “gente bien”. Pero luego de mucho tiempo el pueblo unionista lo asumió con orgullo y lo hizo propio. De allí en adelante, el “soy tatengue” resonaría como un grito de guerra en cada estadio del país donde el rojiblanco de Santa Fe jugara su suerte.

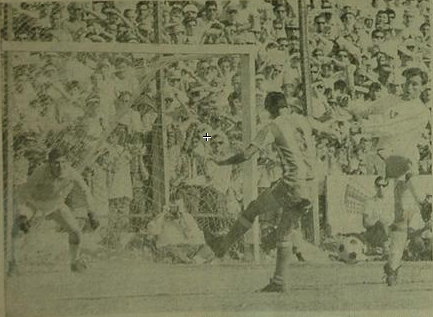
Gol del Fastasma Ruíz para la victoria y ascenso frente a Talleres Remedio de Escalada.

Finalmente, la espera llegó a su fin. El 26 de noviembre de 1966, Unión logra el Campeonato y alcanza su primer ascenso a Primera División, derrotando en Santa Fe a Talleres de Remedios de Escalada por 3 a 0. El director técnico fue el uruguayo Washington “Pulpa” Etchamendi, verdadero hacedor de un gran equipo que contó con los goles del Fantasma Ruiz, la precoz aparición de Mario Nicasio Zanabria, la prestancia de Victorio Nicolás Cocco, la personalidad del "Nene" Jorge Gómez y una defensa que era una verdadera muralla, con Tremonti en el arco y los zagueros Figueroa y Sauco. Durante toda la primera rueda, Unión mantuvo su valla invicta en Santa Fe.
En 1967, el arranque de Unión en el fútbol de Primera fue alentador, con dos victorias ante Banfield y Chacarita. Además, en 1967 el tate obtuvo una resonante victoria ante River Plate en el Monumental de Núñez. Unión ganó 1 a 0 en su primera visita a esa cancha con gol de Julio César Fernández, siendo el primer equipo santafesino que venció a River como visitante. Pero después el equipo no pudo mantener el nivel y perdió la categoría.
En 1968 Unión vuelve a Primera a través de un Torneo Reclasificatorio. El equipo que consiguió el segundo ascenso, venció en el partido decisivo a Nueva Chicago por 3 a 0, con esta formación: Garzón; Cabrol y Figueroa; Sauco, Casal y Dusso; Lapalma, Zanabria, Vitale, Ruiz y Mendoza. En 1969, la hinchada tatengue tuvo nuevos motivos para festejar.
El 25 de mayo, Unión enfrentó a Colón, su tradicional adversario, en el Barrio Centenario. Hasta ese momento, tatengues y sabaleros no se habían podido vencer en Primera. Esa vez se rompió la paridad: Unión ganó de visitante por 1 a 0, con gol de Néstor Leonel Scotta, siendo el primero en cantar victoria en un clásico en el fútbol grande.
Pero el año deparó otra sorpresa. El Tate disputaba un cuadrangular por la clasificación para el Campeonato Nacional. Unión había vencido a Gimnasia y Esgrima de la Plata por 3 a 0 y Newells Old Boys venía entonado luego de ganarle a Rosario Central. Tatengues y leprosos jugaron la final en el Viejo Gasómetro. Los rosarinos ganaban 3 a 0. Pero Unión, con goles de Morales, Anzarda y Pulcini en tiempo de descuento, igualó el marcador obligando a jugar un suplementario. Allí el tate lo pasó por arriba a Newells y con gol de Ciro Ocampo lo derrotó por 4 a 3, adjudicándose el petit torneo y clasificando para el Nacional. Una nota de color: además de la fiesta que se desató en Santa Fe, la famosa OCAL (Organización Canalla Antilepra) declaró a Unión “socio benefactor y honorario” por haber humillado al equipo leproso. El Tate le demostró al país que la garra y el tesón para sobreponerse a situaciones adversas es otro de sus atributos.

### La década de 1970

#### Desafiliación al Torneo Regional, reafiliación, y un nuevo ascenso
Además de cumplir un ciclo brillante en lo deportivo, en la década de 1970, se inicia una obra que es orgullo de todos los unionistas: el Complejo Polideportivo La Tatenguita, que cuenta con canchas de fútbol, básquet, tenis, vóley, piletas de natación, quinchos, asadores, comedor y un Country privado. Un ejemplo más que ubica a Unión como una de las instituciones más importantes del interior del país.
1970 no empezaría de la mejor forma para Unión que terminó en la 18.ª posición del Metropolitano, quedando así relegado al torneo torneo de reclasificación, donde perdería la categoría luego de caer derrotado el 22 de noviembre por quien sería el ganador de ese torneo, Los Andes, en la 12.ª. fecha por 2 a 0, con goles de Néstor Manfredi y Alberto Cardacci. 
La Asamblea de Socios del club aprobó la propuesta de la dirigencia comandada por Julio Baldi de desafiliarse de la AFA e intentar regresar al fútbol grande a través de los Regionales.
El 6 de marzo de 1971 Unión recibió la visita de Carlos Monzón quien se presentó por última vez en Santa Fe, en el Estadio 15 de Abril, escenario donde peleó doce veces.
En 1971 Unión tuvo que escalar jugando desde la liga regional donde ganó el torneo clasificatorio, así yendo al torneo selectivo, donde le ganaría la final a Argentino de Firmat con un gol de Marcelo Fredes, ganándose su pasaje al Torneo Regional. Allí fue eliminado en fase de grupos, quedando segundo detrás de Don Orione del Chaco y así el conjunto dirigido por Ernesto Vecellio quedó sin posibilidades de jugar el Campeonato Nacional. Esta eliminación muy dura en la historia de Unión derivó en la renuncia del DT Ernesto Vecellio y un cambio en la dirigencia: Julio Baldi dejó de ser presidente del club para hacerse cargo Súper Manuel Corral.
En el Torneo Regional de 1972 Unión quedó cerca de jugar el Nacional perdió el partido de repechaje contra Gimnasia de Mendoza. 
La ida de final por el repechaje la jugaría el 17 de septiembre, Unión ganaría el partido por 4 a 2 con goles de Vigo, Luque y Bonaveri x2 y para Gimnasia de Mendoza Luna y Fornari.
La Vuelta se jugaría el 24 de septiembre; Unión cae derrotado 3 a 0 los goles para Gimnasia de Mendoza fueron de Legrotaglie, Luna y Fornari. Con ese resultado el tate caia eliminado por 5 a 4 en el global y sin chances de jugar el Nacional de ese año.
Tras probar unos años suerte en los Regionales, Unión decide solicitar en AFA su reafiliación, pedido que fue aceptado. Super Manuel Corral era el Presidente tatengue, que al momento de su elección como Presidente en 1972 se puso como prioridad absoluta la reafiliación.
Por fin el día 3 de marzo de 1973, Unión volvería a disputar un partido oficial de AFA; esta vez le tocaría por la Primera B frente a San Telmo, terminando en empate a cero. Unión terminaría su campaña 5.º conjunto de 13 victorias y 16 empates y 7 derrotas, terminando a 8 puntos del ascenso. En este equipo, al igual que en los 2 años en el Torneo Regional, destacaría una joven promesa, Leopoldo Luque, que más tarde sería campeón del mundo con la selección argentina.
El 15 de diciembre de 1974 Unión venció en Campana a Estudiantes de Caseros, por 1 a 0, con gol de Hilario Bravi, retornando así a Primera División. En la tarde de la consagración, el tate salió a la cancha con Burtovoy; Silguero, Rojas, Batocletti y Barro; Fredes, Sacconi y Ramón Zanabria; Bravi, Leopoldo Jacinto Luque y Garello. El director técnico era Carmelo Faraone. Este tercer ascenso tiene varios significados especiales. Primero, porque marcó el comienzo de una de las etapas más gloriosas de Unión. Y segundo, porque los hinchas tatengues produjeron una de las movilizaciones populares más importantes que se recuerde en la historia del fútbol de Santa Fe. Unión estaba otra vez en Primera. Y la dirigencia rojiblanca, encabezada por Súper Manuel Corral, Julio Baldi y Gerónimo Veglia, pensó que era necesario aprender de las experiencias anteriores. Unión no podía correr el riesgo de perder la categoría que tanto le había costado recuperar. Por eso, había que pensar en grande y armar un gran equipo.

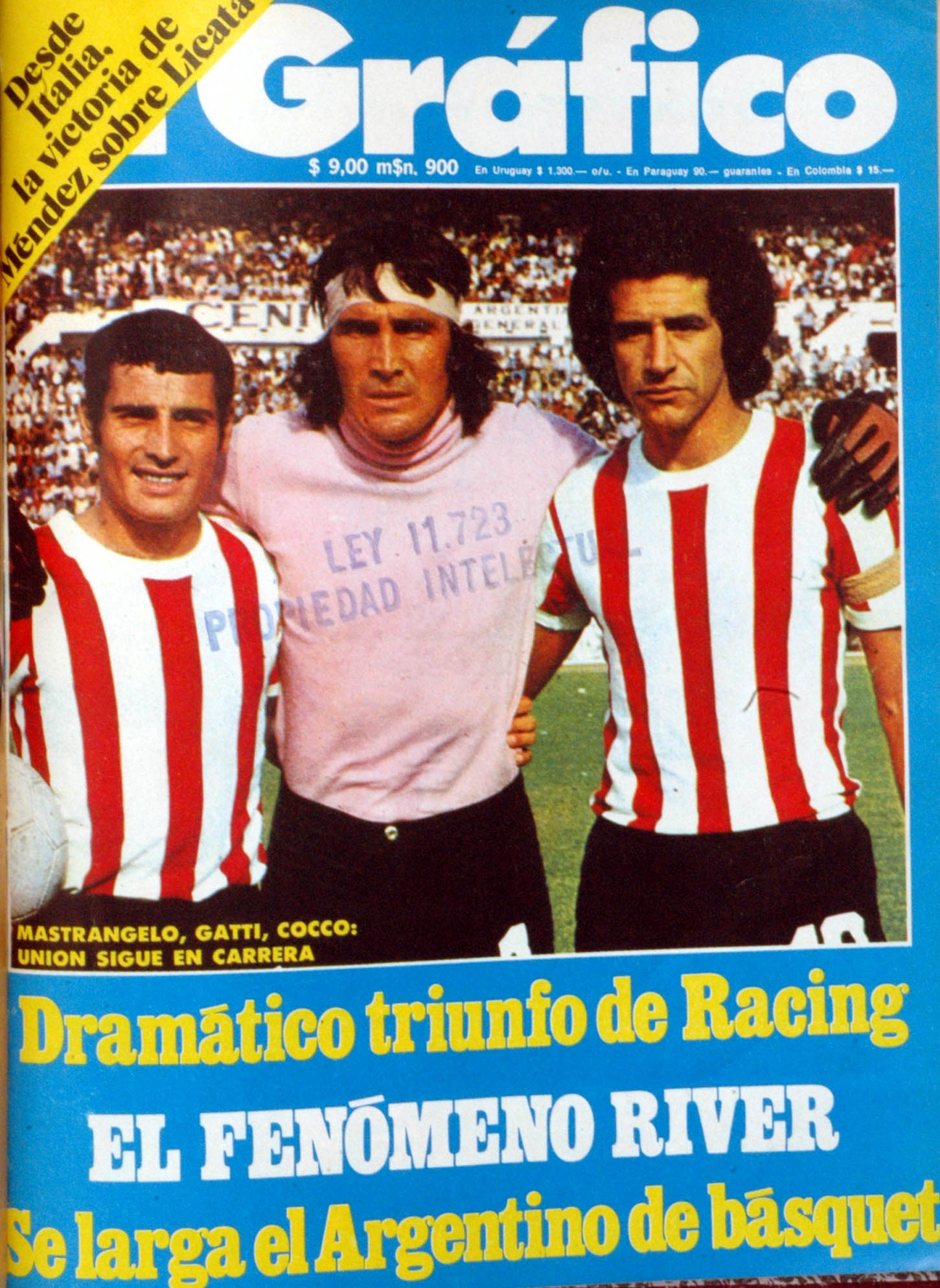
Mastrásgelo, Gatti y Cocco portada de la revista el gráfico en 1975

#### Unión sensación del país: campañas históricas y subcampeón de Primera
Así se fue gestando la gran revolución de 1975, cuando Unión fue la sensación del fútbol argentino. El primer paso fue la contratación del director técnico: el elegido fue el popular "Toto" Juan Carlos Lorenzo, que había dirigido a la selección argentina, fue campeón con San Lorenzo y regresaba desde el Atlético de Madrid, para dirigir a Unión. De la mano del "Toto" llegaron refuerzos de primer nivel: Gatti, Suñe, Mastrángelo, a los que se sumaron Bottaníz, Marchetti, Trossero, Espósito, Tojo, Cocco, y Trullet.
El equipo de 1975 no solo eran nombres destacados, sino que además era resultados. El equipo del "Toto" Lorenzo venció a Boca por primera vez en la historia de Unión, por 2 a 1, goleó a Racing por 7 a 1 y derrotó a River, en la cancha de Vélez, por 2 a 0. El Tatengue finalizó el Metropolitano con 49 puntos, en la cuarta posición.
Una véz terminado el campeonato metropolitano en agosto el equipo del "Toto" Lorenzo emprendió varias giras como por la región de Cuyo, Córdoba y Chaco todas por Argentina hasta que a finales del mes de agosto el club emprendió una gira por países de la línea del Ecuador como los son Ecuador y Colombia donde enfrentó a clubes como Millonarios Fútbol Club, también jugó en el Perú donde se enfrentó a la Selección peruana.
Se había ido el "Toto" Lorenzo pero quedaba su mística futbolística a través de las facultades de Urben José Farías, un técnico traído de Europa con todos los conocimientos adquiridos en el Viejo Mundo. 
Se habían ido Gatti, Suñe, Mastrángelo, Cocco, Espósito, pero llegaban José "Perico" Pérez, el "Cordero" Telch, Moreno, Bongiovanni, Palmieri y el retorno del "Huevo" Garello. Además quedaban Trullet, Merlo, Marchetti, Bianchini, Trossero, Tojo, Bottaniz y Marasco. 
Así formó otro gran equipo. Con el mismo equilibrio y la misma mentalidad ganadora del año anterior. Con ese funcionamiento adecuado para la lucha, para la sorpresa, para extraer resultados en cualquier terreno, aun en menos propicio. Y como en la era del "Toto" este nuevo Unión de grandes jugadores comenzó a forjar una extraordinaria campaña. 
Si bien no estaba Suñe para comandar el medio campo, Telch administraba a través de sus piernas fibrosas todo el fútbol rojiblanco. Si bien no estaba la potencia de Victorio Cocco, quedaba el vigor y los goles de Víctor Marchetti. Si bien la velocidad de Ernesto Mastrángelo se había trasladado a la Boca, la intuición de Moreno y los piques avasallantes de Oscar Trossero quedaron en la Avenida López y Planes. 
De esta manera, con la experiencia de Pérez, la regularidad de Silguero, Trullet, Merlo, Bottaniz; el oficio de Bianchini, Telch, Bongiovanni, Marchetti y el olfato goleador de Moreno, Trossero, Garello, y después Casaccio; se amalgamó la estructura de un gran equipo y continuó la vigencia de esa mentalidad ganadora que había depositado en sus dirigidos el infalible Lorenzo. 
De allí que el Torneo Metropolitano se cumpliera una excelente campaña clasificándose en la zona respectiva y ocupando el cuarto puesto en el Torneo Campeonato, misma posición que ocuparía el gran equipo del "Toto" en 1975. la misma personalidad pero con un juego más ofensivo, más profundo que supo darle Alberto Violi, cuando Farías decidió regresar a Europa a mitad de campeonato. 
Luego en el Campeonato Nacional, Unión se destacaría, con un Oscar Trossero y un Víctor Marchetti conformando una dupla imparable. Se terminó segundo en la Zona clasificatoria y se fue a jugar a Córdoba con el "Boom" del año: el temible Talleres. Y se perdió incuestionablemente. Y al no existir la posibilidad de la revancha en Santa Fe se esfumó un año de grandes éxitos, de triunfos inolvidables y de la consagración de algunos jugadores, como Víctor Marchetti, que fue el goleador del año en el fútbol argentino; como Oscar Trossero que también hizo muchos goles y vulnero con sus electrizantes piques a todas las defensas; como Víctor Bottaniz, con una marca impecable y una proyección con mucha potencia. Uno de los partidos más recordados de la temporada, se jugó el 2 de julio de 1976. Unión da una cátedra de fútbol ante Colón, su clásico rival, al que derrota por 4 a 2 con goles de Víctor Marchetti (2) y Rafael Domingo Moreno (2).
1976 terminó siendo un gran año para Unión, comparándolo con el año anterior diríamos que se quiso seguir con la misma mística pero al final Violi le dio otro funcionamiento, aprovechando el talento de Telch y la vocación ofensiva de Víctor Marchetti y Oscar Trossero. Pero al igual que el año anterior Unión estuvo entre los grandes, peleando partido tras partido la posibilidad de llegar a conquistar el campeonato.
En 1977 la actuación futbolística fue discreta terminando 10.º en el Campeonato Metropolitano perdiendo los 2 clásicos frente al equipo del sur de la ciudad de Santa Fe, y en el Campeonato Nacional no pasando de ronda terminando 6.º en la Zona D, apenas se cumplió el objetivo de mantener la categoría. Vale destacar que grandes figuras de anteriores torneo ya no estaban más en el club, la mayoría de los jugadores prefirieron seguir siendo derigidos por el Toto Lorenzo en el Boca Juniors.
Pero en 1978 Unión volvió a ser la sensación del fútbol argentino. El tatengue, que mantuvo una racha impresionante de 24 partidos invicto, cumplió una campaña espectacular, ubicándose 3.º en el Campeonato Metropolitano (terminó a solo dos puntos del campeón Quilmes) y 3.º en el Campeonato Nacional. Computando los dos torneos, en 1978 Unión fue el equipo de primera división del fútbol argentino que más puntos sumó en toda la temporada. Los equipos más grandes de la Argentina fueron derrotados por el Tatengue. El 27 de septiembre de 1978, Unión goleó a River Plate por 5 a 0 en Santa Fe. El Turco Alí, en una noche espectacular, marcó 3 tantos. Los otros fueron obra de Pitarch y Mazzoni. Y el 26 de noviembre de 1978, Unión venció a Boca Juniors por 4 a 0 de visitante, con goles de Bottaniz, Pitarch, Arroyo y Mazzoni. Fue la mayor goleada en la historia que le propinó un equipo santafesino a los xeneizes en su propio reducto. Una de las alegrías tatengue fue la convocatoria de Víctor Bottaniz a disputar los partidos por la Copa Mariscal Ramón Castilla.
Por si algo faltaba para hacer de 1978 un año de gloria para Unión, Leopoldo Jacinto Luque, jugador surgido de las canteras tatengues, fue figura, goleador y titular indiscutido en la Selección Argentina Campeona del Mundo. Unión es el club de la ciudad de Santa Fe que más jugadores aportó a la Selección Argentina.
En 1979, Unión culminó un ciclo futbolístico brillante y llegó a la cima, al jugar con River Plate la final del Campeonato Nacional de Fútbol. El millonario, dirigido por Ángel Labruna, contaba con grandes figuras como Fillol, Passarella, Juan José López, Reinaldo Merlo, Osvaldo Alonso y Leopoldo Luque. Unión formaba con; Pumpido, Hugo López, Carlos Mazzoni, Pablo de las Mercedes Cárdenas y Oscar Regenhardt; Alberto, Telch y Ribeca; Pitarch, Paz y Fernando Alí. 
El 23 de diciembre de 1979 el equipo dirigido por Reynaldo Volken hizo la mejor campaña de la historia del club rojiblanco, obteniendo el subcampeonato en la máxima categoría.
Luego de dejar en el camino a Talleres de Córdoba y a Atlético Tucumán en cuartos de final y semifinal respectivamente, Unión debió enfrentar a River Plate en la disputa por el torneo nacional.
Tras igualar 1-1 en el partido de ida disputado en el "15 de Abril", donde Unión abrió el marcador a través de un tiro libre de Carlos Mazzoni, pero que finalmente el club de Buenos Aires encontró el empate sobre la hora, Unión y River se enfrentaron el 23 de diciembre en el Estadio Monumental para definir el campeonato.
Sobre el final del partido revancha, Fillol le tapó un mano a mano a Eduardo Stelick cortando de un manotazo la ilusión Tatengue. De esta manera, ninguno de los dos equipos pudo romper el marcador quedando el campeonato para River Plate, ya que el gol de visitante valía doble. Así, Unión salió subcampeón sin ser vencido por el campeón.

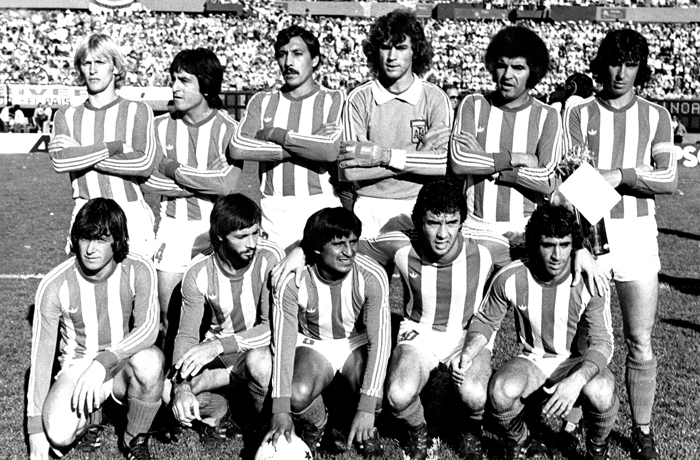
El equipo de la final:Arriba: Oscar Regenhardt, Hugo López, Pablo Cárdenas, Nery Pumpido, Roberto Telch, Carlos Mazzoni. Abajo: Arsenio Ribeca, Mario Alberto, Juan Gerónimo Paz, Héctor Pitarch y Fernando Alí.

| Alineación 4-3-3: Arquero: - Nery Pumpido Defensores: - Hugo López - Carlos Mazzoni - Pablo de las Mercedes Cárdenas - Oscar Regenhardt Mediocampistas: - Mario Alberto - Roberto Telch - Arsenio Ribeca Delanteros: - Héctor Pitarch - Juan Gerónimo Paz - Fernando Alí Entrenador: - Reynaldo Volken |

### La década de 1980

#### Los 14 años consecutivos en Primera y el descenso del '88
En la década de 1980, Unión permitió que Santa Fe siga teniendo fútbol de primera. El 22 de febrero de 1981 jugaban Unión y Colón en La Avenida. El tate ganaba 2 a 0 con goles de Alí y Stelick, marcando una clara superioridad. Pero a los 43 minutos del primer tiempo, la hinchada rojinegra decidió “abandonar”: agredió al juez de línea, obligando a suspender el partido. Ese año, el clásico rival perdió la categoría. Durante siete años, tatengues y sabaleros no volverían a verse las caras. Ese mismo año, el 14 de junio, Unión derrotó a Boca Juniors por 2 a 0 en Santa Fe. El xeneize era la gran sensación del torneo y a la postre resultó campeón, con figuras estelares como Miguel Ángel Brindisi y Diego Armando Maradona. Sin embargo, el Tate no se achicó y alcanzó un triunfo histórico, con una gran tarea de Fernando Husef Alí (autor de los dos goles) y Oscar Sabino Regenhardt, que borró de la cancha al mejor jugador de todos los tiempos. Como ocurriera con Alfredo Di Stéfano y la Máquina de River en 1945, el Boca de Diego Armando Maradona también mordió el polvo de la derrota en el “15 de abril”. El año terminó con otra gran satisfacción.
En septiembre de 1981, Unión disputó el Cuadrangular Internacional “Torneo Ciudad de Melilla” en España. En el primer partido el Tate venció al Málaga de España por 1 a 0 con un tanto de Morandini. En la final, los rojiblancos enfrentaron a Talleres de Córdoba (que había vencido a Vasco Da Gama de Brasil). Unión se impuso por la mínima diferencia con gol de Carlos Ereros. Así, el equipo conducido por Carmelo Faraone se adjudicó un hermoso trofeo de plata pura que hoy luce en las vitrinas de su institución.
Al año siguiente, en 1982, Unión corrió serio riesgo de perder la categoría. El Tate debió jugar un partido desempate con Quilmes para zafar del descenso. El cotejo se jugó en Junín. Unión venció 1 a 0 con gol de Marcos Capocetti de penal, en una recordada final muy festejada por el pueblo tatengue, que se movilizó masivamente para alentar a su equipo.
En 1983, se formó un buen equipo para no pelear el descenso. Con la dirección técnica del profesor Jorge Castelli, Unión cumplió su objetivo y realizó una gran campaña. Esa temporada, Unión venció como visitante a Boca por 1 a 0 con gol de Alí y a River por 3 a 0 con tantos de Eduardo Sánchez, Mario Alberto y Ramón Centurión. La formación base de ese año era con: Morón; Hugo López, Otaola, Cárdenas y Lencina; el Chino Benítez, Zavagno y Brindisi; Escudero, Logiácono y Alí.
El 5 de agosto de 1984, Unión goléo a River en Santa Fe por 5 a 1, con tres goles del Turco Alí y dos tantos del Pelado Centurión, descontando Enzo Francescoli para Santa Fe. Hay un dato que le otorga aún más mérito a la goleada de Unión. El equipo de River que fue vapuleado en Santa Fe estaba compuesto por los mismos jugadores que poco después fueron campeones de América y del Mundo.
En 1984 comenzó a disputarse en la Argentina la Liga Nacional de Básquet, competencia creada por León Najnudel, que revolucionó al baloncesto. En su primera participación en la Categoría B, el tate logró el ascenso.
1986 desde ese año, funciona en el club el Instituto Privado de Educación Integral (IPEI) “Leonardo Da Vinci”, que cuenta con Nivel Inicial, EGB, Polimodal con orientación en ciencias biológicas, servicio psicopedagógico, gabinete informático, enseñanza de italiano e inglés. Otra demostración de que el Club Atlético Unión es indudablemente la institución más completa de la ciudad.
En 1986 una foto recorrió el mundo: la de Nery Alberto Pumpido (jugador símbolo e ídolo de nuestra institución) alzando la Copa del Mundo en México junto a Diego Armando Maradona. El arquero fue titular indiscutido y figura de aquel Mundial. Como ocurriera con Luque en el '78, el Tate aportó a la celeste y blanca, la calidad y el talento de los hombres surgidos de sus canteras.
A todo esto, las campañas irregulares del equipo de fútbol hicieron reaparecer el fantasma tan temido del descenso. La incorporación de refuerzos de nivel internacional como el colombiano Antony de Ávila y el paraguayo Rafael Bobadilla parecieron traer un alivio a la situación. Así, el 11 de noviembre de 1987, Unión derrotó a River por 3 a 1 en un partido jugado en cancha de Colón, ya que Unión tenía su estadio suspendido. Esa noche marcaron para el Tate Julio César Toresani y Rafael Bobadilla en dos oportunidades, descontando Claudio Paul Caniggia. Pero el descenso parecía irreversible.
El 8 de junio de 1988, luego de 14 años en primera, el Tate descendió al perder por penales un partido desempate frente a Racing de Córdoba. Unión se fue como un verdadero grande, peleando hasta el final y produciendo una de las movilizaciones de hinchas más importantes de la historia del fútbol de Santa Fe en una situación adversa: 8.000 almas tatengues coparon La Bombonera, un día laborable, en un partido en el que no se peleaba un campeonato sino un descenso.

#### Vuelta rápida a Primera: la histórica final ganada ante Colón

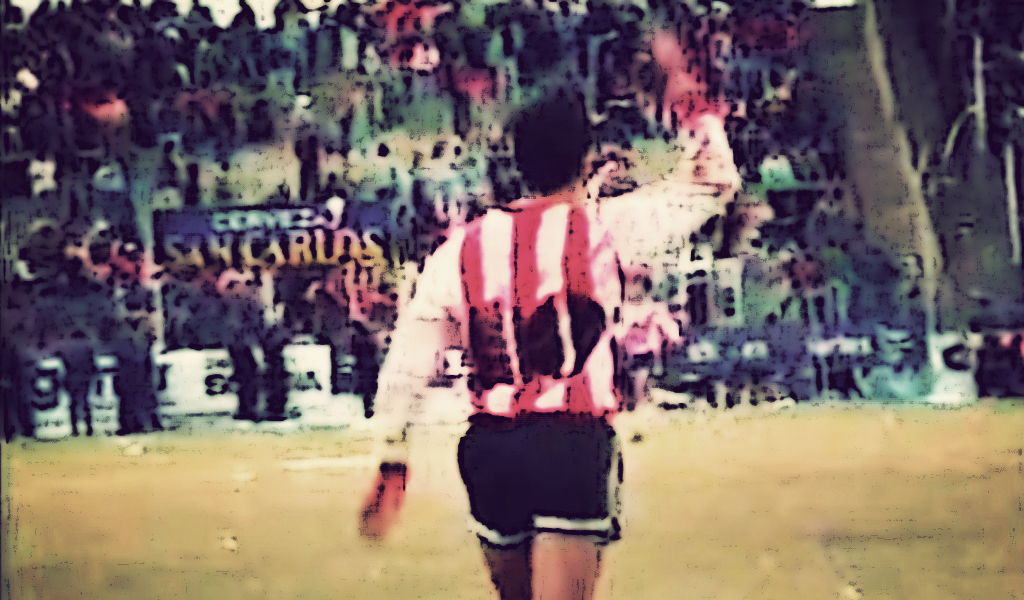
Leonardo Madelón, ícono del 89

En el final de la década, el destino le tenía reservada a Unión la más fantástica de las revanchas. 1989 es un año que Santa Fe jamás olvidará. En el Nacional B 1988/89, Unión y Colón volvieron a verse las caras luego de siete años. Los dos clubes armaron un equipo de jerarquía, con chapa de candidatos. En la primera rueda anduvo mejor Colón. El clásico se jugó en cancha del sabalero y terminó igualado en dos tantos. En la segunda rueda rindió mejor Unión. El clásico se jugó en la Avenida y también fue empate: 1 a 1. Los clásicos rivales clasificaron para el torneo reducido por el segundo ascenso. Fueron superando adversarios y se encontraron en la gran final. Era “el partido”, el clásico más importante de la historia, un duelo a todo o nada.
El partido de ida se jugó en campo sabalero y Unión derrotó claramente a Colón por 2 a 0, con goles de Gustavo Echaniz y Ricardo Altamirano, quedando a un paso del campeonato. La euforia tatengue fue tan grande que crujieron las tribunas de madera del viejo estadio del Barrio Centenario.
En la revancha, el 29 de julio de 1989, Unión volvió a ganar, esta vez por 1 a 0, con un gol histórico e inolvidable de Leonardo Madelón. La superioridad tatengue fue absoluta. Con buen fútbol y garra, el resultado global de las dos finales fue un lapidario 3 a 0. El equipo, dirigido por Humberto Zuccarelli, para poner en un cuadrito: Tognarelli; Altamirano, Tomé, Mauri y Humoller; González, Pasucci, Madelón y Rabuñal; Castro y Echaníz. En la segunda final Dante Fernández reemplazó al Pepe Castro. En los vestuarios, el presidente del club, Súper Manuel Corral, destacaba que “Unión, como los grandes, en un año volvió”. En efecto, solo San Lorenzo de Almagro y Rosario Central habían logrado recuperar la categoría inmediatamente después de haber descendido.

### La década de 1990

#### Nuevo descenso y años difíciles
La década del '90 tuvo un arranque prometedor para el rojiblanco santafesino. Luego del ascenso derrotando en la final del Nacional B a su clásico rival de todos los tiempos, Unión cumplió una excelente campaña en Primera División con el mismo plantel y un par de refuerzos. El 21 de marzo de 1990 el club consumó otra gran victoria. Esa noche, con una Bombonera repleta, el club Boca Juniors festejaba la obtención reciente de la Supercopa. Y sucedió lo impensado, Unión derrotó al gran campeón por 1 a 0, con un gol espectacular de Jorge Llane desde mitad de cancha, por arriba de la cabeza de Navarro Montoya.
En 1991 y 1992, Ricardo Altamirano haría sentir orgullo al pueblo tatengue luego de ganar la Copa América 1991 y la Copa Rey Fahd 1992, Ricardo Altamirano había sido promovido a la primera de Unión junto con Alberto Acosta y Julio César Toresani en 1986 de un campeón del mundo como lo es Leopoldo Luque.
Como en sus mejores tiempos, Unión parecía buscar igualar sus logros trayendo grandes refuerzos que eran campeones del mundo como, Ricardo Giusti, Nery Pumpido, también habiendo traído al entrenador que los promovió hace 3 años en la final frente a Colón Humberto Zuccarelli, otros grandes refuerzos fueron Carlos Alberto Mayor, Gustavo Neffa, Danté Fernández, unos jóvenes ascendidos José Luis Marzo, Eduardo Magnín, Darío Cabrol, pero al final de la temporada, el plantel se desmembró y el equipo fue perdiendo jerarquía, ya que los refuerzos que llegaron como reemplazos no rindieron en la forma que se esperaba. Así fue que en 1992 Unión vuelve a sufrir un nuevo descenso, después de una campaña para el olvido. 
En 1993, la hinchada tatengue tuvo un nuevo motivo de orgullo: Ricardo Altamirano y Alberto Acosta, surgidos de las canteras de la institución, pusieron una vez más el nombre de Unión en lo más alto del fútbol mundial. Ambos jugadores integraron la Selección de Fútbol de Argentina que se consagró Campeón de la Copa América disputada en Ecuador.
La hinchada tatengue se ilusionó con un retorno inmediato a la máxima categoría, como sucediera en 1989. Pero esta vez la vuelta se hizo esperar un poco más, teniendo en cuenta que el club se hallaba sumido en una delicada situación económica e institucional, solamente los goles de Marcelo Ruffini que más tarde sería el goleador del torneo alegraron a la gente tatengue.
El 27 de marzo de 1993, Se disputó un nuevo clásico santafesino. Fue empate 1 a 1 en la cancha de Colón. El gol rojiblanco lo marcó Hernán René Solari, quien en la madrugada siguiente al encuentro falleció tras sufrir un accidente de tránsito.
El 19 de junio de 1993, Unión recibía la visita de Banfield, la gente de Unión sabía que con una victoria se podrían meter en el torneo reducido por una chance por el segundo ascenso pero esa victoria también significaría el ascenso del clásico rival, cosa que la gente de Unión no quería, fue tanto así que Unión se dejó perder para que Colón no ascienda y tenga que jugar un desempate contra Banfield rival de Unión aquella tarde, con la derrota Unión se quedó sin chances de jugar el torneo reducido por el ascenso.
En las siguientes 2 temporadas (1993-94 y 1994-95), Unión se encuentra haciendo campañas regulares a mitad de tabla sin ninguna destacación y sin poder entrar al torneo reducido por el segundo ascenso.
Fue estrenada el 29 de abril de 1996 por José Luis Icharvi, autor de letra y música, el himno tatengue.

#### El ascenso del '96 y estabilidad en Primera
La temporada 95/96 no empezó de la mejor manera. El equipo sufrió tres derrotas consecutivas en el comienzo del torneo y apareció el fantasma de un posible descenso a la tercera categoría, aparte el panorama se presentaba complicado. Ante el fracaso de los refuerzos que se habían contratado para sumarle experiencia al equipo, el director técnico Carlos Trullet decidió apostar a los más jóvenes del plantel, y de a poco empezó a gestarse un cambio.
En la última fecha del campeonato, el Tate venció a Godoy Cruz en Mendoza con un gol agónico de Sebastián Clotet y clasificó para el reducido por el segundo ascenso. De allí en más, Unión arrasó con sus rivales, con un equipo que tenía gran dinámica, mucha garra, volumen de juego y la explosión del gol. La hinchada se identificó plenamente con la propuesta que los jóvenes plasmaban en el campo de juego, generándose una verdadera comunión.
Unión logró su quinto ascenso a Primera División. A pesar de caer derrotado en Córdoba ante Instituto por 1 a 0, hizo pesar el triunfo obtenido una semana antes en Santa Fe por 3 a 1. Los héroes de aquella gran campaña fueron en su mayoría jugadores surgidos de las inferiores tatengues: José Luis Marzo, Darío Cabrol, Eduardo Magnín, Lautaro Trullet, Sebastián Clotet, Martín Mazzoni, Rubén Garate, entre otros, con algunos pocos refuerzos como Pablo Bezombe, Héctor “Pochola” Sánchez y la Araña Maciel.
El regreso triunfal desde Córdoba, fue una de las máximas movilizaciones populares que registró el fútbol de Santa Fe en toda su historia. Miles y miles de personas, en cada pueblo del interior de la provincia, salieron a la ruta para saludar el paso de la caravana de jugadores, hinchas y dirigentes que volvían de la provincia de Córdoba. Cuando la delegación llegó a la cancha de Unión, era aguardada por una multitud de más de 20.000 personas que llenó el estadio sin que se jugara ningún partido. En su vuelta a Primera División, el Tate cumplió una buena campaña, manteniendo la categoría sin grandes sobresaltos.
Otro paso histórico e importante, para consolidar el trabajo de las divisiones inferiores, fue la inscripción de las categorías Cuarta, Quinta y Sexta en los torneos de AFA. En 1997, el jugador de Unión, Martín Perezlindo se consagró Campeón Mundial Juvenil en Malasia, bajo la conducción de José Pekerman. El jugador rojiblanco marcó un tanto decisivo, cuando Argentina venció 2 a 0 a Brasil en semifinal.
En 1998, Unión formó un buen equipo que cumplió una gran campaña. La formación base de ese año, con base a los referentes de aquel plantel, fueron: Pablo Cavallero, Roberto Trotta, Darío Cabrol, Fernando Moner, Cristian Domizzi, Juan José Jayo Legario, Daniel Noriega y Ariel Donnet, entre otros. 
Danilo Aceval y Arístides Rojas fueron convocados por la Selección de fútbol de Paraguay a disputar la Copa Mundial de Fútbol de 1998 disputada en Francia, un año más tarde Unión aportaría tres jugadores a disputar la Copa América en Paraguay: Danilo Aceval para la Selección de fútbol de Paraguay, Juan José Jayo Legario para la Selección de fútbol de Perú y Daniel Noriega para la Selección de fútbol de Venezuela.
El 20 de mayo de 1998, con un estadio cubierto repleto, se inauguró el Estadio Ángel Malvicino, estadio que desde entonces es uno de los más grandes, modernos e imponentes del país. El Estadio "Angel P. Malvicino" tiene una capacidad de 7.000 espectadores y amplio confort, y fue sede de importantes eventos deportivos internacionales, como la presentación de la Selección Argentina de Básquet campeona de los Juegos Olímpicos, campeonatos mundiales de vóley, festival de salto con garrocha con la presencia del campeón mundial Germán Chiaraviglio, entre otros. También se presentaron allí números artísticos de nivel nacional e internacional: Charly García, Gustavo Cerati, Los Nocheros, Joan Manuel Serrat, Pablo Milanés, Les Luthiers, entre otros.
Unión llegó al último clásico del siglo XX con una racha de diez años sin ganarle a su eterno rival. Sin embargo, fue un grandioso 2 a 0 para el tatengue con goles de Trullet y Silvera. Este triunfo puso al rojiblanco al frente en el historial y le dio el siguiente título al diario El Tablón: "Papá del Siglo".
Formación del último clásico del siglo: Ariel Donnet, José María Paz, Juan Pablo Cárdenas, Edgardo Prátola, Oscar Passet, Cristian Domizzi, Daniel Noriega, Hernán Manrique, Lautaro Trullet, Juan José Jayo y Andrés Silvera.

### La década del 2000

#### Arranque prometedor, un nuevo descenso y dificultades en la B
En el año 2000, el equipo dirigido por Nery Pumpido, uno de los máximos ídolos de la historia del club, batió un nuevo récord para el fútbol de Santa Fe: ganó 6 partidos consecutivos en Primera, lo que llevó a Unión a pelear el campeonato con River durante varias fechas. Los vencidos fueron Argentinos Juniors en Santa Fe, Vélez Sarsfield en Liniers, Gimnasia de Jujuy en la Avenida, el propio River en el Monumental, Newell's en el "15 de Abril" y Gimnasia y Esgrima en La Plata. En ese equipo se destacaron figuras como Cristian Domizzi, Edgardo Prátola, Oscar Passet, Darío Cabrol, el peruano Juan José Jayo y Andrés Silvera. Uno de los triunfos más recordados de aquella racha, se produjo el 28 de mayo de 2000, cuando Unión le ganó a River en el Monumental 2 a 1. Los goles fueron convertidos por Juan José Jayo y Darío Cabrol. El tanto del peruano fue marcado con un remate espectacular de mitad de cancha, que sorprendió a Roberto Bonano, arquero de River y de la Selección Nacional.
Unión se dio otro lujo inolvidable, derrotando en La Bombonera al Boca, campeón del mundo dirigido por Carlos Bianchi, que era casi imbatible en su reducto. El partido se jugó el 13 de febrero de 2001 y Unión ganó 3 a 1, con dos goles de Andrés Silvera y uno de Matías Donnet. Por desgracia, estas alegrías en el inicio de otra década, se fueron desvaneciendo en campañas opacas que llevaron a la institución a sufrir una nueva pérdida de categoría en el 2003. Incluso, en el 2004, el "Tatengue" tocó fondo, esquivó el descenso directo gracias a un agónico gol de Emanuel Torres ante El Porvenir y debió vencer a Tristán Suárez en la Promoción para evitar una caída a la Primera B Metropolitana.
En el 2005, solamente los goles del "Indio" Daniel Bazán Vera (uno de los últimos ídolos de la hinchada) le devolvieron la alegría a los hinchas del club, aunque no alcanzaron para pelear el ascenso. En la temporada 2006/2007, con la dirección técnica de Carlos Trullet, el club apostó nuevamente a formar un equipo con jugadores surgidos de sus propias canteras, tratando de realizar un trabajo serio, de mediano y largo plazo. Otro hecho importante de los últimos años, es la actuación rutilante de Carlos Delfino, un hijo dilecto de la institución, en el básquet más competitivo del mundo como es la NBA. Delfino también es una de las figuras más importantes de la Selección Argentina y es un continuador del prestigio histórico que ha tenido el básquet de Unión.

#### Fiesta de los 100 años
El 15 de abril de 2007, se celebró el primer centenario de la institución, con un espectáculo pocas veces visto en Unión. Una vez más, una de las notas más emotivas la puso el pueblo tatengue, que estrenó una de las banderas más grandes de la Argentina que cubre en su totalidad dos tribunas del Estadio "15 de Abril", el "TaTelón". Esta bandera fue construida con el aporte exclusivo de los hinchas, como un símbolo de un amor eterno e incondicional. 
La celebración tuvo lugar en la cancha auxiliar (ubicada detrás de la tribuna denominada "La redonda") con una cena que congregó dirigentes, futbolistas, empleados del club, hinchas y periodistas reconocidos de la región que se ubicaron en 100 mesas alrededor de un gran escenario. Allí se entregaron diplomas, plaquetas a deportistas que hicieron grande la historia del club.

### La década del 2010

#### El tan ansiado regreso a Primera
En la temporada 2010/2011 de la Primera B Nacional, Unión logra una de sus mejores rachas ganando 7 partidos en forma consecutiva, llevando 13 partidos sin conocer la derrota, llegando a la punta del torneo y consiguiendo así una diferencia de puntos con el tercer puesto de 14 puntos. Pese a una posterior merma en el rendimiento (que implicó un seguidilla de 4 derrotas consecutivas), finalmente en la última fecha del torneo, Unión derrotó a Ferro en el Estadio "15 de Abril" por 1 a 0 con gol de Jorge Velázquez y logró el ascenso a la Primera División. El plantel del ascenso era dirigido por Frank Darío Kudelka y estuvo conformado por Alejandro Limia, Ignacio Arce, Nicolás Caprio y Joaquín Papaleo (arqueros); Martín Antoniazzi, Juan Pablo Avendaño, Diego Barisone, Ricardo Bernay, Joaquín Cabrera, Juan Pablo Cárdenas, Nicolás Correa, Mauro Maidana, Alejandro Pérez, Pedro Suárez, Walter Yacob y Santiago Zurbriggen (defensores); Ricardo Acosta, Nicolás Bruna, Alexis Fernández, Nahuel Fioretto, Cristian Gaitán, Fausto Montero, Emanuel Moreno, Pablo Pérez, Paulo Rosales, Matías Soto Torres, Jorge Velázquez y Sebastián Vidal (volantes); Nicolás Amerise, Nicolás Haquín, Pablo Magnín, Rodrigo Mannara, Matías Quiroga (goleador con 14 tantos) y Leandro Zárate (delanteros).
En su vuelta a Primera División, el arranque del torneo no fue el mejor para Unión, ya que cosechó dos empates y una derrota, con el aditivo de que en la 4.ª fecha la ciudad se paralizaba con una nueva edición del clásico santafesino: si bien no era el favorito y además se jugaba en la cancha de Colón, el Tate salió decidido, pegó de entrada con los goles de Paulo Rosales y Fausto Montero, y dominó el partido de principio a fin, desatando la locura de sus hinchas que volvieron a festejar un clásico en territorio visitante tras las recordadas finales del año 1989. A partir de allí, el equipo encontró su nivel e hizo un torneo más que aceptable cosechando 25 puntos.
El inicio del Clausura 2012 fue un calco de lo que había sucedido al principio del torneo, ya que Unión llegaba nuevamente al clásico con dos empates y una derrota. El 4 de marzo, en el Estadio "15 de Abril", el equipo rojiblanco recibía a su eterno rival y el trámite del partido era totalmente adverso, ya que se iba al entretiempo 2-0 abajo. Sin embargo, en el complemento los goles de Diego Jara y Nicolás Correa le permitieron romper una sequía de 709 minutos sin convertir y llegar al empate, que a la postre fue el resultado final del encuentro. Cabe destacar que pudo haber sido victoria tatengue ya que, cuando el partido estaba 2-2, el juez de línea le anuló un gol al propio Jara por un offside inexistente. Esa remontada sirvió de inyección anímica para que el equipo se reencontrara con su juego y redondee un buen semestre. En la última fecha del torneo, Unión empató como local 2-2 ante Estudiantes de La Plata, llegando a la suma de 50 puntos a lo largo de toda la temporada, lo que le permitió salvarse del descenso sin siquiera tener que jugar una Promoción.

#### La peor campaña y un nuevo descenso
De cara al Torneo Inicial 2012, Unión sufrió la sangría de varios de los jugadores que fueron importantes para lograr la permanencia la temporada anterior (Enrique Bologna, Rodrigo Erramuspe, Juan Pablo Cárdenas, Sebastián Vidal, Jorge Velázquez, Paulo Rosales, entre otros), además, la mayoría de los futbolistas que llegaron para reemplazarlos demostraron no estar a la altura de los que se fueron. Las cinco derrotas consecutivas en el arranque del torneo provocaron el alejamiento de Frank Darío Kudelka y la llegada de un ídolo de la institución como Nery Pumpido, quien asumió la difícil tarea de intentar torcer el rumbo del equipo. Lamentablemente, la seguidilla de malos resultados no se detuvo y se consumó así la peor campaña en la historia del club, sin conseguir victorias en todo el semestre y con apenas 7 puntos en 19 partidos, lo que condujo a la renuncia del director técnico una vez finalizada la primera parte de la temporada.
Para el Torneo Final 2013 asumió Facundo Sava con la idea de apostar a un proyecto más allá de un descenso que parecía inevitable. El ciclo del Colorado arrancó con un empate y dos derrotas, y en la 4.ª fecha le tocaba visitar la Bombonera para jugar contra Boca Juniors, que contaba con el regreso de Juan Román Riquelme tras 8 meses de inactividad. Parecía que el Xeneize había armado la fiesta perfecta, pero Unión sorprendió a todos y le ganó 3-1 con goles de Damián Lizio, Bruno Bianchi y Pablo Magnín (Santiago Silva descontó para el local), cortando así una racha de 26 partidos sin victorias. Pese al batacazo, la campaña siguió siendo deficitaria en cuanto a sumatoria de puntos y finalmente el 27 de mayo se consumó el sexto descenso de su historia tras caer derrotado 4-2 ante San Lorenzo. Sin embargo, el final del torneo le guardó una gran alegría, ya que el 2 de junio, tan solo una semana después, Unión se quedó con el clásico santafesino al ganarle 1-0 a Colón con gol de Damián Lizio de penal.
Para encarar la temporada 2013/14 de la Primera B Nacional, Facundo Sava fue ratificado al frente del plantel profesional y se intentó armar un equipo competitivo para conseguir un rápido regreso a la máxima categoría. La realidad indica que Unión estuvo lejos de pelear en los primeros puestos y al finalizar la primera rueda en mitad de tabla y con una racha de 8 partidos sin triunfos, la dirigencia rojiblanca decidió prescindir de los servicios del entrenador que había llegado hacía casi un año.

#### La llegada de Madelón y el ascenso a Primera
Para reemplazar a Facundo Sava, el elegido fue Leonardo Madelón, un nombre que al principio generó ciertas dudas: si bien nadie negaba su idolatría como jugador tras el inolvidable ascenso de 1989, su primer paso como director técnico en 2001 no fue fructífero, además de que sus últimas experiencias como entrenador en Rosario Central, Quilmes y San Lorenzo de Almagro habían sido con resultados negativos.
El Francés intentó enderezar el rumbo de un equipo que estaba lejos de los primeros puestos y si bien en un pasaje del torneo consiguió un invicto de 6 partidos (4 victorias y 2 empates) que lo hicieron ilusionar con acercarse a la zona de ascenso, la derrota como local ante Brown de Adrogué fue un golpe anímico del que no logró recuperarse y que lo llevó a acumular 7 partidos sin ganar que lo dejaron en la 10.ª posición de la tabla general, muy por debajo de lo esperado. Sin embargo, al técnico le sirvió para hacer un profundo análisis y planificar de la mejor manera la conformación del nuevo plantel para el siguiente torneo, que sería consagratorio.
Con la reestructuración del fútbol argentino, que implicó subir el número de equipos en Primera División a 30, Unión apostó fuerte al ascenso: con Leonardo Madelón a la cabeza, el equipo tatengue mantuvo la base de la temporada anterior y se reforzó con nombres como los de Marcelo Cardozo, Martín Fabro, Ignacio Malcorra, Enrique Triverio y Lucas Gamba. A ellos hay que sumarle la continuidad de Matías Castro y Leonardo Sánchez, y el regreso de jugadores con pasado rojiblanco como Nereo Fernández, Diego Barisone, Juan Pablo Avendaño, Fausto Montero y Claudio Guerra. Si bien el arranque fue tambaleante, con dos derrotas y un empate, el conjunto santafesino logró revertir el mal momento y en la segunda rueda del torneo hilvanó una racha de 7 victorias consecutivas que lo consagraron como el primer equipo ascendido a la Primera División sacando una diferencia de 10 puntos sobre los demás, y faltándose 3 fechas por jugar. Además de los jugadores ya mencionados, completaron el plantel el arquero Joaquín Papaleo, los defensores Emanuel Brítez, Mauro Maidana, Mariano Mauri, Agustín Sandona y Santiago Zurbriggen, los volantes Nicolás Bruna, Sebastián Caballero, Manuel De Iriondo, Matías Fantín, Gerónimo Felipe Lissi, Mauricio Martínez, Alexis Palacios, Juan Rivas y Matías Soto Torres, y los delanteros Lionel Altamirano, Tomás Bolzicco, Federico Chiapello, Pablo Magnín, Franco Soldano y Jonatan Tarquini.
En su regreso a la máxima categoría, Unión comenzó de la mejor manera con una victoria 1-0 como local sobre Huracán y se mantuvo invicto hasta la 8.ª fecha, cuando perdió como visitante 2-0 ante Newell's, cortando así una racha de 18 partidos sin derrotas (11 en la B Nacional y 7 en Primera División). El equipo, que consiguió retener casi en su totalidad a la base de jugadores que se habían consagrado la temporada anterior, logró una importante cosecha de puntos que rápidamente lo hizo olvidarse de la lucha por el descenso y pensar en pelear por algo más grande: jugar la Liguilla pre-Sudamericana, objetivo que se cumplió al acabar en la 14.ª posición de la tabla general. En la primera fase el rival fue Aldosivi de Mar del Plata, en una serie jugada en Santa Fe y a un único partido: lamentablemente Unión no pudo hacer valer la localía y cayó derrotado por 2-1. Pese a la frustración que significó la eliminación tan temprana, la campaña no dejaba de ser positiva por la sumatoria de puntos que le daba tranquilidad en la tabla de promedios de cara al siguiente torneo. Sin lugar a dudas, el triunfo más recordado en ese campeonato fue el 4-3 ante Boca Juniors como visitante con los goles de Ignacio Malcorra de penal, Mauricio Martínez, Emanuel Brítez y Lucas Gamba, no solo por el resultado en sí sino porque se dio cinco días después de la trágica muerte de Diego Barisone, exjugador de Unión (surgido de la cantera tatengue), que logró dos ascensos con la camiseta rojiblanca y que era amigo personal de varios de los futbolistas que integraban ese plantel.
En el Torneo Transición 2016, Unión integró la Zona 2. La primera parte del campeonato fue decididamente adversa, ya que el equipo solo consiguió una victoria en los primeros siete partidos disputados. En la 8.ª fecha se jugaba una nueva edición del clásico, Madelón llegaba cuestionado por la falta de resultados y se hablaba de una posible salida en caso de una derrota. Sin embargo, una vez más el técnico reafirmó su idolatría con el hincha tatengue: el 19 de marzo, Unión derrotó a Colón en el "Brigadier López" por 3-0 con goles de Emanuel Brítez, Franco Soldano e Ignacio Malcorra de penal, consiguiendo así la mayor goleada para un visitante en la historia del clásico santafesino. El 23 de abril volvieron a enfrentarse, esta vez en el "15 de Abril", y la alegría fue nuevamente rojiblanca ya que el Tate ganó 1-0 con gol de Lucas Gamba. Unión finalizó el torneo en la 8.ª colocación de la tabla de posiciones de su zona con 22 puntos, producto de 5 victorias, 7 empates y 4 derrotas. El semestre se cerró con una gran noticia: la convocatoria de Mauricio Martínez para la Selección Argentina Sub-23 que disputó los Juegos Olímpicos de Río de Janeiro.
La temporada 2016/17 arrancó con dos victorias y un empate, para luego entrar en una miniracha de cuatro partidos sin poder ganar. Más allá de esto, el gran objetivo de Unión pasó a ser la Copa Argentina: el Tate eliminó a Atlético Paraná, Unión Aconquija y Estudiantes de La Plata, hasta que en cuartos de final le tocó enfrentarse con River Plate. El técnico había apostado fuerte a este torneo y la derrota 3-0 ante el que luego se consagraría campeón caló hondo en Leonardo Madelón que, tras la victoria 1-0 sobre Sarmiento de Junín cuatro días después, anunció su alejamiento de la dirección técnica del primer equipo. Si bien se barajaron varios nombres, la dirigencia decidió promover al entrenador de la Reserva Juan Pablo Pumpido para que se haga cargo del plantel profesional: con el nuevo técnico, Unión cerró el año de buena manera, con tres victorias, dos empates y una sola derrota.
El 2017 comenzó con un empate como visitante ante River Plate, lo que parecía un buen augurio, pero la derrota como local en el clásico la fecha siguiente fue un golpe anímico del cual el equipo no pudo recuperarse jamás; tal es así que, cinco fechas después, Juan Pablo Pumpido presentó su renuncia. Luego del interinato de Eduardo Magnín (entrenador de la Reserva) en el partido con Patronato de Paraná que terminó empatado, llegó el turno de Pablo Marini, un técnico que venía precedido de malos antecedentes en el fútbol mexicano y que desde un principio fue mirado de reojo por el hincha tatengue. Se sabía que la falta de resultados en lo inmediato harían que su estadía en Santa Fe fuera efímera, por lo que a nadie sorprendió que tras siete partidos en los que solo cosechó 4 puntos, el presidente Luis Spahn decidiera de forma unilateral despedirlo de su cargo. Nuevamente fue Eduardo Magnín quien se hizo cargo interinamente del plantel profesional y lo dirigió en los últimos dos compromisos del semestre: derrota 2-1 ante el campeón Boca Juniors y victoria por penales ante Nueva Chicago por Copa Argentina.

#### El regreso del ídolo y las clasificaciones a Copas Internacionales
Tras la muy floja campaña de la temporada anterior, Unión arrancó la Superliga 2017/18 con la premisa básica de sumar puntos para engrosar el promedio y no sufrir contratiempos con el descenso. La situación era compleja y es por eso que la dirigencia fue a buscar un nombre que tuviera la banca del hincha: el elegido fue, ni más ni menos, que Leonardo Madelón. El ídolo, que se había alejado de la institución hacía ocho meses, decidió volver al club donde dejó una huella no solo como futbolista sino también como entrenador. Su reestreno en el banco tatengue no pudo ser mejor, ya que Unión venció a Lanús por 2-1 y lo eliminó de la Copa Argentina con una gran actuación a nivel colectivo, lo que fue el preámbulo de lo que vendría después.
El arranque del torneo fue muy auspicioso: el equipo rápidamente captó la idea del entrenador y desde un principio comenzó con una gran sumatoria de puntos que lo hizo posicionarse en los primeros lugares. Además, aprovechó al máximo la localía, transformando su cancha en un territorio casi inexpugnable. En los primeros cinco partidos, Unión consiguió tres victorias (Gimnasia (LP), Defensa y Justicia y Olimpo) y dos empates (Newell's y Huracán), para luego ser derrotado por Lanús. Retomó la senda triunfal ante Godoy Cruz y Vélez, empató con Chacarita y perdió con River. Ya en el tramo final, derrotó como visitante a Patronato y cerró con un empate en Santa Fe ante Belgrano. Terminada la primera etapa del campeonato, Unión pareció "olvidarse" de la pelea por los promedios, ya que se encontraba 3.º en la tabla de posiciones, en zona de clasificación a Copa Libertadores. La clave estuvo no solo en la correcta elección de los refuerzos sino también en que el técnico supo revalorizar a aquellos jugadores que ya conocía de su paso anterior por el club. Quizás la única mancha fue la sorpresiva eliminación en Copa Argentina por penales a manos del Deportivo Morón, pero que no opacaba todo lo bueno que se había hecho en el semestre.
Ya con el ingreso a una Copa como objetivo primordial, Unión inició el año con una gran victoria ante Racing por 2-1, aunque luego entró en una miniracha de cinco partidos sin poder ganar, incluyendo el clásico ante Colón como local, donde lo perdía y pudo alcanzar el empate. Llegaron las victorias ante Temperley y Banfield, pero después empezó a perder puntos de forma inexplicable contra rivales como San Martín (SJ) (convirtió el 1-0 a los 38 del ST y cuatro minutos después se lo empataron), Argentinos Juniors (lo ganaba 1-0 y en 10 minutos se lo dieron vuelta, para finalmente perder 3-1) y Tigre (ganaba 2-0, se lo empataron 2-2, a los 46 del ST consiguió el 3-2 y en la última jugada del partido la visita llegó al 3-3). Tras el empate como visitante ante Atlético Tucumán por la fecha 24, Unión se vio por primera vez en el campeonato fuera de la zona de clasificación a copas internacionales: parecía que ese anhelo tantas veces postergado volvía a escaparse y de la forma más dolorosa; sin embargo, llegó una victoria clave como local ante Talleres por 3-0 para mantener viva la ilusión. Luego de la derrota ante el futuro campeón Boca Juniors, todo se definiría en el último partido. El 12 de mayo de 2018 es una fecha que el hincha tatengue no olvidará jamás, ese día Unión recibía a Independiente con la certeza de que ganando clasificaría por primera vez a una copa internacional (en este caso, la Sudamericana): fue victoria 1-0 con gol de Franco Soldano al minuto del ST para desatar la locura del pueblo rojiblanco.

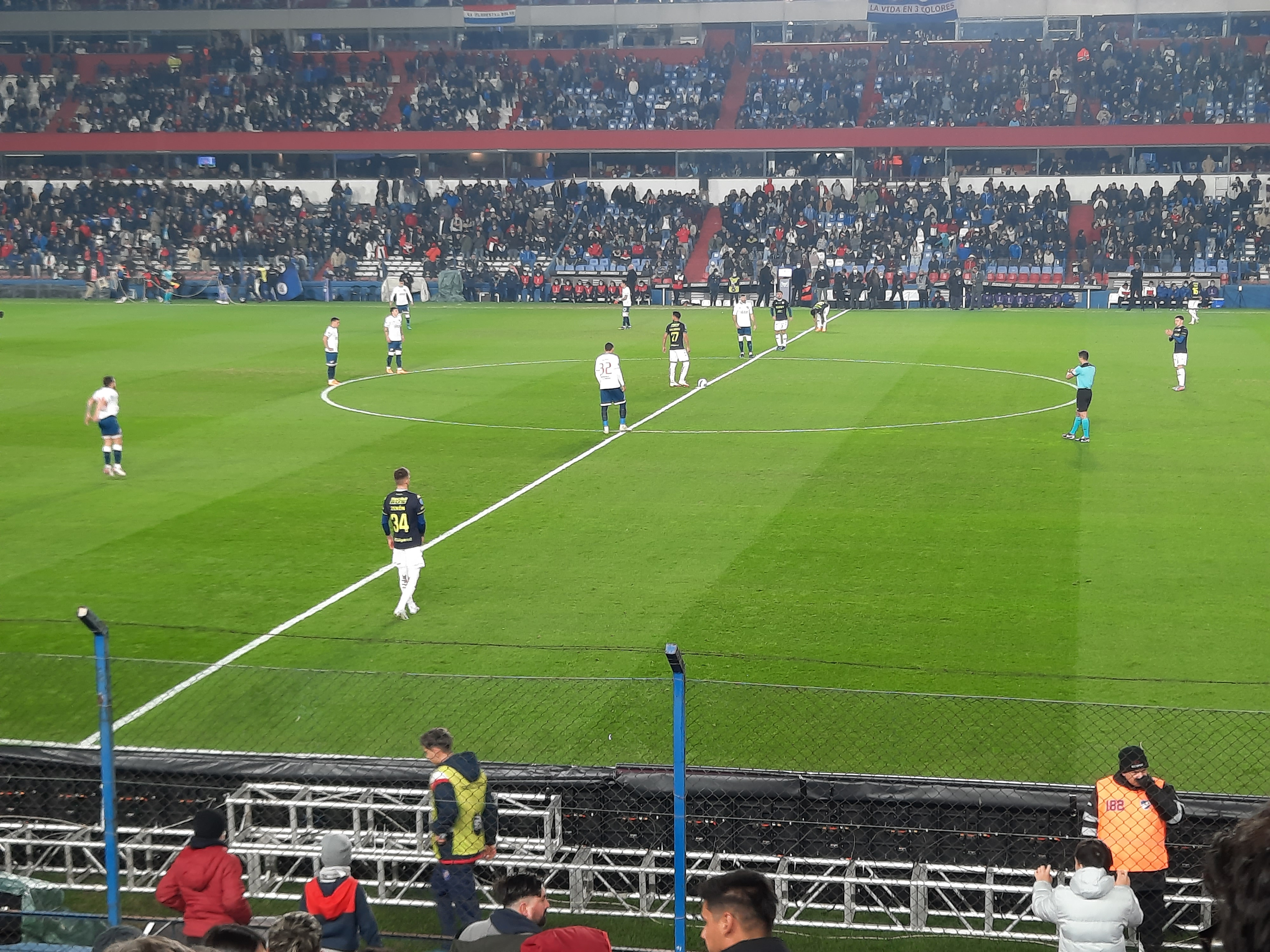
Partido de Unión ante Nacional, por los octavos de final de la Copa Sudamericana 2022.

Unión finalizó la temporada 2017/18 en el puesto 10 de la tabla de posiciones con 43 puntos, producto de 11 victorias, 10 empates y 6 derrotas, con 33 goles a favor y 23 en contra. Además, fue el único equipo que se mantuvo invicto como local en todo el campeonato (en los 13 partidos jugados en el "15 de Abril" consiguió 7 victorias y 6 empates). Integraron este plantel que quedó grabado para siempre en la historia del club los arqueros Nereo Fernández, Matías Castro, Alan Sosa y Marcos Peano; los defensores Luciano Balbi, Jonathan Fleita, Leonardo Sánchez, Mariano Gómez, Bruno Pittón, Damián Martínez, Brian Blasi, Franco Godoy, Yeimar Gómez Andrade y Jonathan Bottinelli; los volantes Nelson Acevedo, Rodrigo Gómez, Claudio Aquino, Diego Zabala, Walter Bracamonte, Santiago Lebus, Facundo Britos, Julián Vitale, Manuel De Iriondo, Guillermo Méndez y Mauro Pittón; y los delanteros Franco Fragapane, Nicolás Andereggen, Lucas Gamba, José Núñez, Matías Gallegos y Franco Soldano. A esta nómina de jugadores hay que sumarle al defensor Emanuel Brítez y a los volantes Lucas Algozino, Damián Arce y Juan Rivas, que integraron el plantel en la primera parte de la temporada y que emigraron en el receso de verano.
Luego de la histórica clasificación, el equipo mantiene la base del año anterior. El arranque del  temporada 2018/19 fue muy bueno para el equipo Tatengue: en las primeras nueve fechas obtuvo cinco victorias, tres empates y solo una derrota con Racing (que a la postre sería campeón). Esta situación llevó al equipo a ser escolta del torneo y poder quedar momentáneamente como único puntero en la 10.ª fecha, pero una derrota 0-3 contra Godoy Cruz frustró esa posibilidad. A pesar de algunos bajones futbolísticos, el equipo redondeo una gran Superliga, terminando en la 8.ª posición y clasificando por segunda vez consecutiva a la Sudamericana, afianzándose así como uno de los mejores equipos del país.  Los jugadores más destacados de esta campaña fueron los goleadores Franco Fragapane y Diego Zabala, con 7 y 6 goles respectivamente, y Yeimar Gómez Andrade, quien fue seleccionado en el 11 ideal de la Superliga según datos estadísticos.

## Jugadores notables
| ALÍ, FERNANDO HUSEF             | El “Turco” es el máximo goleador de la historia de Unión con 85 tantos y el segundo jugador que más veces vistió la camiseta rojiblanca, habiendo disputado 347 partidos en los períodos 1977-80 y 1984-88. Con su pique veloz, su gambeta endiablada y sus goles, se ganó para siempre un lugar principal en el corazón de los hinchas tatengues. Alí jugó como puntero por las dos bandas y se destacó siempre. Nació el 10 de mayo de 1954 en Marquesado, San Juan. Jugó en las inferiores del club Juan del Bono y en 1974 se incorporó a San Lorenzo, luego pasó a préstamo a Huracán de Comodoro Rivadavia. En 1977 llegó a Unión. Tras ser titular indiscutido en la campaña de 1978, pasó por Valladolid y Vélez y retornó a nuestro club, donde se retiró en 1988.                                                                                          |
| ALTAMIRANO, RICARDO DANIEL      | Uno de los mejores marcadores de punta de la historia de Unión. Marcó un gol en la primera final del Reducido de Ascenso en 1989, cuando Unión derrotó como visitante 2 a 0 al sabalero. También triunfó en Independiente, en River y en la Selección. Jugó 139 partidos en Unión en los períodos 1988-92 y 1997-98. Nació en Santa Fe el 12 de diciembre de 1965, pero creció en Laguna Paiva donde jugó en el club Talleres hasta los 16 años que se incorporó a Unión. |
| ÁVILA, JULIO ENRIQUE            | Se destacó por su habilidad, su maestría para jugar en equipo y su capacidad goleadora. Fue figura principal en la gran campaña de 1949 y en el subcampeonato de 1955, año en que fue convocado para la Selección Nacional pese a estar actuando en Primera B, en un hecho pocas veces visto en el fútbol argentino. Disputó 92 partidos con la camiseta rojiblanca, entre los períodos 1948-1949 y 1955-1956, y convirtió 58 goles. Nació en Dean Funes, Córdoba. Profesionalmente jugó, además de en Unión, en el fútbol colombiano: en Deportes Caldas y en Millonarios. Anteriormente, jugó de manera amateur en Ischilín (de Dean Funes), Instituto de Córdoba y Moreno de Lehman. |
| BAZÁN VERA, DANIEL              | A fuerza de goles y dejando el alma en la cancha, el “Indio” es uno de los últimos ídolos de la hinchada de Unión. Tomó la pesada herencia de ser el heredero de grandes centrodelanteros con historia en Unión, como Leopoldo Luque, Ramón Centurión, el “Beto” Acosta, José Luis Marzo y Andrés Silvera. Le tocó jugar en años de malas campañas, pero se convirtió en ídolo. Jugó 66 partidos y convirtió 35 goles desde 2004 al 2006. Nació el 5 de mayo de 1973 en Corrientes y en su carrera tuyo una larga trayectoria pro clubes del ascenso del fútbol argentino. Principalmente se destacó, además de en Unión, en Almirante Brown y Tristán Suárez. |
| BOTTANIZ, VÍCTOR ALFREDO        | Con 30 goles, es el defensor que más goles convirtió en la historia de Unión. Se destacaba igualmente por la seguridad en la marca y la proyección en ataque. Jugó 312 partido con la rojiblanca entre los períodos 1975-78 y 1987-88. Además, antes de llegar a Unión, jugó en River donde debutó en 1973, y tras su paso por el Tatengue defendió las camisetas de Racing, Temperley, Argentino de Firmat y luego retornó a la Avenida López y Planes. Se retiró jugando en Central Córdoba de Santiago del Estero. Además, “Lito”, disputó tres partidos con la Selección Nacional, aunque luego quedó afuera de la lista de convocados por Menotti para disputar el Mundial de 1978, al igual que Humberto Bravo y Diego Maradona. Nació el 12 de mayo de 1953 en Resistencia, Chaco.                                                                            |
| CÁRDENAS, PABLO DE LAS MERCEDES | El “Chango” es el jugador que más veces vistió la camiseta de Unión en su historia, disputando en total 362 partidos, todos en Primera División, entre 1979 y 1988. Convirtió ocho goles. Formó una dupla central muy recordada con Carlos Mazzoni en la época más gloriosa de Unión. Se imponía siempre en la marca, destacándose también por la técnica y la elegancia para salir jugando desde el fondo. Antes de Unión, jugó en Juventud Antoniana de Salta, Racing de Avellaneda. Además, fue convocado por Menotti a la Selección Nacional del interior del país Nació en Rosario de la Frontera, Salta, el 5 de enero de 1949. |
| CASTRO, JOSÉ ANTONIO            | Luego de brillar en Vélez y Argentinos Juniors (donde fue Campeón de América y jugó la final del Mundo), aceptó el desafío de jugar en la B para Unión, ganándose de entrada el afecto y el respeto de los hinchas tatengues. Pagó ese cariño con fútbol y goles. Fue una de las figuras principales en el ascenso de 1989. Jugó un año más en Primera con Unión y luego fue transferido a San Lorenzo. En total defendió la camiseta tatengue en 74 partidos y convirtió 32 goles (19 en la campaña del ascenso de 1989, siendo el máximo goleador del equipo). Nació el 15 de octubre de 1955 en Capital Federal. |
| CENTURIÓN, RAMÓN                | El “Pelado” es uno de los grandes goleadores de la historia de Unión. La revista “El Gráfico” lo apodó “Mano de Piedra”, comparando sus goles con los golpes de nockaut del famoso boxeador panameño. Es uno de los pocos jugadores de la historia del fútbol argentino que se dio el lujo de vestir las camisetas de River y Boca. Hizo las inferiores en Unión y en 1978, con 16 años, debutó en Primera División. Jugó 156 partidos con la camiseta tatengue, en los períodos 1978-1985 y 1992. Convirtió 47 goles. Nació el 20 de enero de 1962 en Santa Fe. |
| COCCO, VICTORIO NICOLÁS         | Volante central de andar pausado y seguro, con personalidad y buen juego. Además poseía un gran cabezazo cuando pasaba al ataque. En sus inicios en Unión, fue figura en el ascenso de 1966 y volvió a serlo en Primera, en el gran equipo de 1975 que revolucionó al país. Se consagró en San Lorenzo y también actuó en River, Boca y la Selección. Jugó en Unión 136 partidos, entre las temporadas 1965-1967 y en 1975, y convirtió 11 goles. Nació el 23 de marzo de 1946 en Santa Fe. |
| GATTI, HUGO ORLANDO             | Fue una de las contrataciones más rutilantes en 1975, el año en que Unión produjo una verdadera “revolución” en el fútbol argentino. Dejó un recuerdo imborrable entre los hinchas tatengues, antes de su partida a Boca donde se consagró definitivamente Defendió en 34 partidos el arco tatengue. Nació el 19 de agosto de 1944 en Carlos Tejedor, Provincia de Buenos Aires. |
| GRECO, JOSÉ VICENTE             | Uno de los máximos cracks de la historia de Unión. Jugador talentoso, vistió la camiseta rojiblanca entre 1949 y 1953. Jugó en 107 partidos y marcó 55 goles. También jugó en Boca Juniors y brilló en el fútbol colombiano. Nació el 20 de junio de 1929 en Bahía Blanca y falleció en Medellín el 24 de agosto de 2008. |
| LUQUE, LEOPOLDO JACINTO         | Uno de los mejores delanteros de la historia de Unión. Baluarte del ascenso en 1974 y figura en el equipo histórico de 1975. También fue ídolo en River y campeón del Mundo en 1978 con la Selección. Orgullo de Unión. Vistió la casaca rojiblanca en los períodos 1973-1975 y 1981-1982. En total jugó 127 partidos y convirtió 35 goles. Además fue técnico de Unión en 1986, en donde promovió a Primera a jugadores como Passet, Altamirano y Acosta. Nació el 3 de mayo de 1949, en Santa Fe. |
| MADELÓN, LEONARDO CAROL         | Fue una pieza clave en el engranaje del equipo que logró el ascenso en 1989, cumpliendo la función de armador en el medio campo. Marcó un gol histórico y definitivo en la recordada final contra Colón el 29 de julio de 1989. Esa circunstancia lo convierte en uno de los máximos “próceres” para el hincha rojiblanco. En Unión jugó 83 partidos en los períodos 1989-1990 y 1993-1994 y convirtió cinco goles. En noviembre de 2014 se instaló definitivamente en el corazón del hincha tatengue tras darle como Director Técnico el ascenso a la máxima categoría del fútbol argentino, cuatro fechas antes de la finalización del campeonato y consagrándose como el mejor equipo de la categoría tres fechas antes. De esta manera, Madelón logró ascender a Unión como jugador y como DT. Nació el 25 de enero de 1963 en Cafferata, provincia de Santa Fe. |
| MARZO, JOSÉ LUIS                | El “Loco” es uno de los grandes goleadores de la historia de Unión y uno de los últimos ídolos de la hinchada tatengue. Fue figura fundamental en el ascenso de 1996. Debutó en 1991 y no tardó en convertirse en ídolo. Emigró a Colombia en 1995 pero volvió para darle el ascenso a Unión en 1996: en la segunda rueda y el Reducido el Loco metió 17 goles en 22 partidos. En total, jugó 133 partidos y convirtió 63 goles: uno cada 162 minutos. Es el tercer máximo goleador de la historia de Unión, detrás de Fernando Alí (85 goles) y de Orlando Ruiz (78). Nació el 28 de diciembre de 1971 en Paraná, Entre Ríos. |
| MAZZONI, CARLOS                 | Capitán y símbolo de Unión en las grandes campañas de 1978 y 1979. Marcó un gol en la histórica final contra River. Impasable en la marca y capaz de llegar al gol con su potente remate. Además, dirigió durante muchos años el equipo de Reserva de AFA, cumpliendo una gran labor en la formación de nuevos jugadores. Llegó a Unión en 1967 para hacer las inferiores. Debutó en primera durante el torneo regional de 1971 y formó parte del equipo que logró el ascenso a Primera División en 1974. En total en Unión jugó 183 partidos y convirtió 15 goles. Nació el 23 de julio de 19541 en Santa Clara de Buena Vista, provincia de Santa Fe. |
| PASSET, OSCAR                   | Fue uno de los mejores arqueros de la historia de Unión, junto a otros grandes como Nery Alberto Pumpido, Hugo Orlando Gatti, Agustín Irusta, Miguel Ángel Biasutto, Daniel Morón y Hugo Tocalli, entre otros. Luego de su explosiva aparición en Unión, Passet brilló en San Lorenzo, River y la Selección. Surgió de las inferiores tatengues. En Unión jugó entre las temporadas 1987-1988 y 1999-2000. Defendió los tres palos rojiblancos en 69 partidos. Nació el 12 de octubre de 1965 en Santa Fe. |
| PUMPIDO, NERY ALBERTO           | Debutó en Unión en 1976 y tuvo una trayectoria brillante. Fue figura clave del tate en el subcampeontato de 1979, cuando Unión disputó con River una histórica final. Defendió el arco de Unión 174 veces y mantuvo su valla invicta en 64 ocasiones. Atajó 5 penales. En 1986 se consagró Campeón del Mundo con River y con la Selección. Jugó tres mundiales: España 1982, México 1986 e Italia 1990. Es uno de los 43 campeones del mundo de Argentina También fue director técnico de Unión, realizando una gran campaña en la que el equipo obtuvo seis triunfos consecutivos y llegó a pelear el campeonato con River. Por todo ello, Nery es uno de los máximos ídolos de la historia de Unión. Nació el 30 de julio de 1957 en Monje, provincia de Santa Fe.                                                                                                 |
| RUIZ, ORLANDO                   | Apodado “el Fantasma” por las sorpresivas apariciones para llegar al gol. Es el segundo artillero en la historia de Unión, con 78 tantos. Fue gran figura en el equipo que logró el campeonato y el ascenso en 1966. |
| SAUCO, LUIS                     | El uruguayo llegó a Santa Fe proveniente de Nacional de Montevideo y se quedó para siempre en el corazón tatengue. Baluarte de la defensa de Unión entre 1966 y 1969. Caudillo del equipo que logró el primer ascenso en 1966, manteniendo su valla invicta como local durante toda una rueda. Disputó 99 partidos en Unión y convirtió 3 goles. Se retiró joven debido a una lesión en el tendón de Aquiles. Nació el 15 de octubre de 1941 en Salto, Uruguay. |
| SILVERA, ANDRÉS                 | Jugó en Unión entre 1999 y 2001. Le alcanzó para meterse en el corazón del hincha tatengue. Marcó goles importantes en la “Final del Siglo” ante Colón y en una resonante victoria ante el Boca de Carlos Bianchi en la Bombonera. Dejó su sello de calidad grabado a fuego. |
| TELCH, ROBERTO                  | El “Cordero” fue el motor del mediocampo en los grandes equipos de Unión en la década del setenta. Se destacaba por la marca y por el buen juego. Antes de su llegada a Unión, también fue figura en San Lorenzo y en la Selección. |
| TROTTA, ROBERTO                 | El “Cabezón” llegó como refuerzo en 1998 y se convirtió en caudillo del equipo que cumplió una gran campaña en Primera, terminando entre los cinco mejores del torneo. Su voz de mando en la defensa, fue importante para afianzar a otros jugadores juveniles de la institución. |
| VITALE, HÉCTOR                  | El “Pichón” fue uno de los futbolistas más habilidosos que vistió la rojiblanca, que enamoró a los hinchas con su gambeta endiablada. Fue figura en el segundo ascenso de Unión en 1968. Se desempeñaba tanto como volante como de delantero, por lo que tenía gran capacidad para asistir a sus compañeros y para definir. Jugó 136 partidos con la camiseta de Unión, en los campeonatos de Primera B de 1964, 1965 y 1968 y en los de Primera División de 1967 y 1969. Convirtió 37 goles. Nació el 11 de enero de 1944 en San Lorenzo, provincia de Santa Fe. |
| ZANABRIA, MARIO NICASIO         | Aportó su cuota de fútbol siendo muy joven, en los ascensos de 1966 y 1968. Luego triunfó en Newells Old Boys donde fue campeón en 1974 y en Boca Juniors donde se consagró Campeón del Mundo. Otro emblema del buen fútbol rojiblanco. Desde los once años hizo inferiores en Unión y finalmente debutó en Primera a los 17 años, en la temporada del ascenso de 1966. Vistió la camiseta de Unión en 61 partidos y convirtió ocho goles. Nació el 1° de octubre de 1948 en Santa Fe. |
| WILDE, FEDERICO                 | Salido de las inferiores y debutando en el torneo triangular de campeones de 1929 fue un gran futbolista de Unión jugó defendió durante 10 años la divisa roja y blanca ganando un total de 10 títulos y además fue convocado a jugar el mundial de 1934 junto con Alberto Galateo. |
| GALATEO, ALBERTO                | Nacido el 4 de marzo de 1912 y fallecido el 26 de febrero de 1961 fue junto a Federico Wilde quienes representaron los colores Rojo y Blanco de Unión en un mundial de fútbol, donde defendieron los colores de la Argentina además él se dio el gusto de marcar un gol en el primer y último partido de la Argentina. |
| ACOSTA, ALBERTO FEDERICO        | Salido de las inferiores y debutando en 1986 jugó en el club hasta 1988, jugó un total de 71 partidos marcando 14 goles, fue internacional con la selección argentina entre 1992 y 1995 ganando una Copa América y una Copa Confederaciones. |
| PEREZLINDO, MARTÍN              | Jugador de las inferiores que fue junto con otros jóvenes quienes lograron el ascenso en 1996 también fue campeón del sudamericano y mundial juvenil en 1997 con la selección sub-20. |
| VALIENTE, FRANCISCO             | |
| ÁNGEL NAPOLEONI                 | |
| SIMONSINI, ANTONIO              | |
| GARCÍA. ALBINO                  | |
| PEITADO, JOSÉ LUIS              | |
| BELTRAMINI, DOMINGO             | |
| PIERETTI, ELIAS                 | |
| SCARPONE, ORESTE                | |
| ROA, DOMICIADO                  | |
| CAFFARATTI, MIGUEL              | |
| MILESSI, RODOLFO                | |
| VERGA, CARLOS                   | |
| GERVÉ, MARIO                    | |
| RAFAGNELLO, RAMÓN               | |
| THEELEN, HEINRICH               | |

## Formaciones históricas
| Primera formación (2-3-5) Enrique Fayo Elias Pieretti Maximiliano Leyes Angel Ferrando Emilio Benger Domiciado Roa Esteban Pantanelli Belisario Osuna Rodolfo Montenegro Cayetano Bossi Saúl Galletti D. T. - Subcomisión de fútbol AÑO: 1907 | Debut en Rosario (2-3-5) J. L. Peítado D. Roa Sangaletti E. Pieretti D. Pallavedini González Montenegro Gómez J. Ayala Pérez G. Aguirre D. T. - Subcomisión de fútbol AÑO: 1912 | 1° partido en el profesionalismo (2-3-5) Corti Cattaneo Jara A. Gómez Angelini Galateo Napoleoni Caffaratti Simonsini Giménez Chividini D. T. - Subcomisión de fútbol AÑO: 1931 | 6 a 0 contra Colón (2-3-5) Lezcano Noé Jara A. Gómez Pini Galateo Monzón Caffaratti J. Gómez Giménez Chividini D. T. - Subcomisión de fútbol AÑO: 1932 |

| Primer partido en AFA (2-3-5) Lezcano Tobke Ulrich Rafagnello Zárate Bovadilla Bonacci Solari Gervé Theelen Ulla D. T. - Subcomisión de fútbol AÑO: 1940 | Primer ascenso (2-3-5) Tremonti Fernández Díaz Figueroa Sauco Iglesias Casal Cocco O. Ruíz Zanabria Gómez D. T. - Washington Etchamendi AÑO: 1966 | Primer partido en primera (4-2-4) Tremonti D'Ambrossio Santa María Cabrol Possenato Carotti Cocco Nogara O. Ruíz H. Vitale Fernández D. T. - José Etchegoyen AÑO: 1967 | Segundo ascenso (2-3-5) Garzón Mendoza Lapalma Figueroa Cabrol H. Vitale Casal Dusso O. Ruíz Zanabria Sauco D. T. - Jose Abbas AÑO: 1968 |

| Tercer ascenso (4-3-3) Burtovoy Barro Battocleti Silguero Rojas R. Zanabria Fredes Sacconi Bravi Garello Luque D. T. - Carmelo Faraone AÑO: 1974 | El equipo del Toto (4-3-3) Gatti Bottaniz Trullet Suñé Jáuregui Marchetti Cocco Tojo Mastrángelo Luque Trossero D. T. - Juan Carlos Lorenzo AÑO: 1975 | Terceros y 24 de invicto (4-3-3) Biasutto Bottaniz C. Mazzoni H. Lopéz Merlo Ribeca H. Pitarch Telch Arroyo Giachello F. Alí D. T. - Reynaldo Volken AÑO: 1978 | Sub-campeones (4-3-3) Pumpido Cárdenas C. Mazzoni Regenhardt H. Lopéz Ribeca M. Alberto Telch H. Pitarch J. G. Paz F. Alí D. T. - Reynaldo Volken AÑO: 1979 |

| Madelonazo y ascenso (4-3-1-2) Tognarelli Humoller Mauri Altamirano Tomé Madelón González Passucci Fernández Echaniz Rabuñal D. T. - Humberto Zuccarelli AÑO: 1989 | El ascenso de los pibes (4-3-3) Maciel Zavagno Trullet Donnet Magnín Bezombe Clotet Mazzoni Perezlindo Cabrol Marzo D. T. - Carlos Trullet AÑO: 1996 | Papa del siglo (4-3-3) Passet Cárdenas Trullet Donnet J.M.Paz Jayo Manrique Prátola Noriega Domizzi Silvera D. T. - Juan José López AÑO: 1999 | Sexto ascenso (4-4-2) Limia Cárdenas Zurbriggen Correa Avendaño Velázquez Pérez Vidal Quiroga Rosales Montero D. T. - Frank Kudelka AÑO: 2011 |

| Septimo ascenso (4-4-2) Fernández Zurbriggen Brítez Sánchez Barisone Malcorra Rivas Martínez Triverio Guerra Montero D. T. - Leonardo Madelón AÑO: 2014 | Clasificación a la Sudamericana (4-4-2) Fernández B. Pittón Martínez Bottinelli G. Andrade Fragapane M. Pittón Acevedo Gamba Soldano Zabala D. T. - Leonardo Madelón AÑO: 2018 |

## Profesionalismo
Notas
- FSF = Federación Santafesina de Football.
- FSFA = Federación Santafesina de Football Amateur.
- LRSF = Liga Regional Santafesina de Football.
- LRS = Liga Rosarina de Football.
- LSF = Liga Santafesina de Fútbol.

## Clubes fundados en honor al club
- Unión Santa Fe de Guayaquil de  Ecuador[22]
- Unión Moscow de  Rusia[23]

## Palmarés con el primer equipo
- Liga Regional Santafesina de Football: 1907, 1908, 1909, 1910, 1915, 1917, 1919  y 1920.
- Copa Manuel J. Menchaca: 1916 y 1917
- Asociación Amateurs Santafesina de Football: 1921, 1924 y 1925.
- Federación Santafesina de Football: 1926.
- Liga Santafesina de Fútbol: 1932, 1934, 1935, 1936, 1938, 1939 y 1971.
- Torneo Preparación: 1935 y 1937.
- Campeonato de Honor: 1938 y 1939.
- Campeonato de Primera B: 1966.